# 소 (종교와 신화)

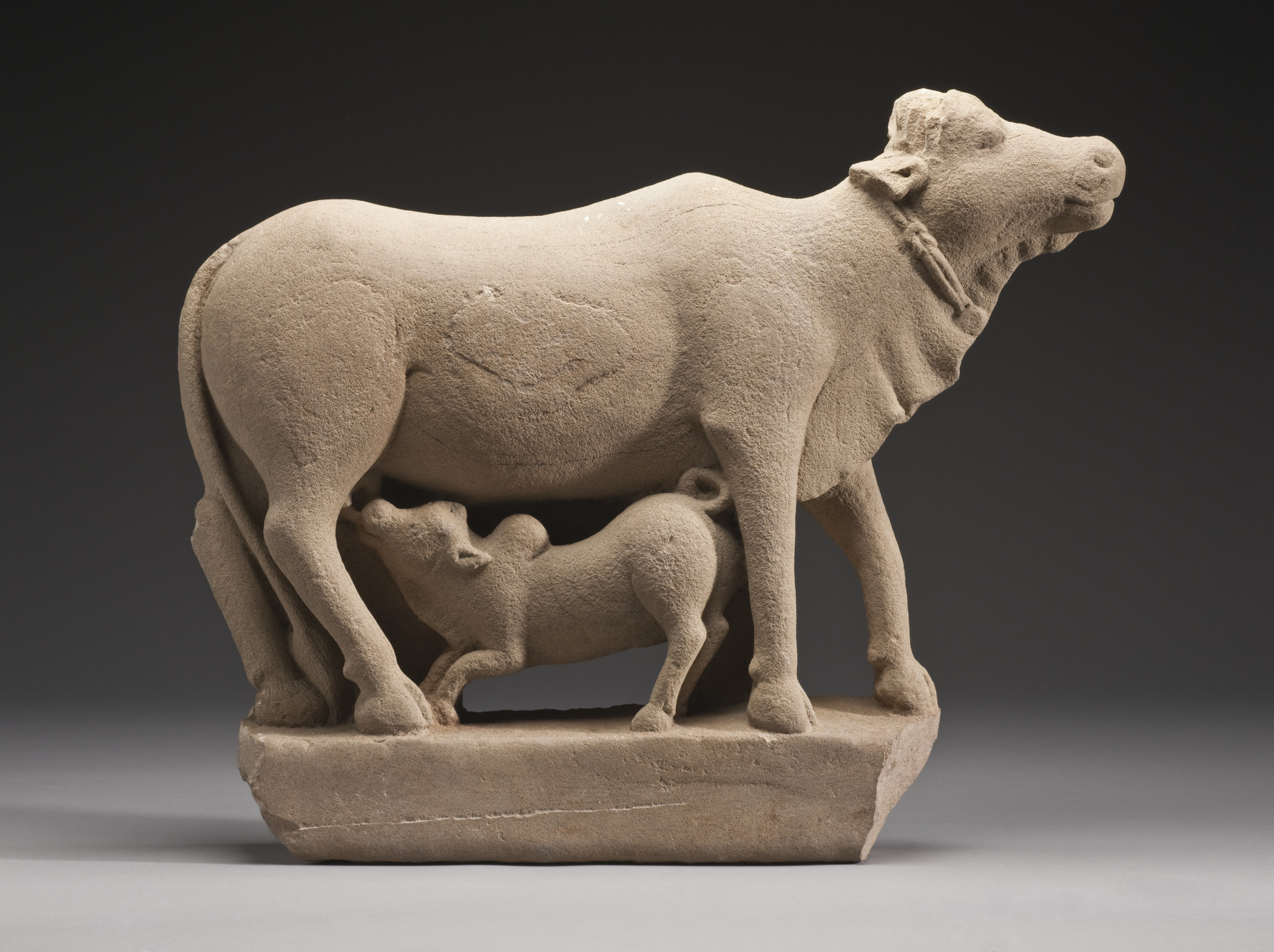
인도 소와 송아지 - 7세기 후반 우타르프라데시의 조각품

사회와 종교에서는 소에 대한 믿음이 다양하다.
소는 힌두교, 자이나교, 불교와 같은 인도 종교뿐만 아니라 일부 중국 민속 종교와 아프리카 이교도에서도 신성하게 여겨진다. 소는 고대 이집트, 고대 그리스, 고대 이스라엘, 고대 로마 등 많은 종교에서 다른 주요 역할을 했다.
일부 지역, 특히 인도의 대부분의 주에서는 소의 도살이 금지되어 있으며, 그들의 고기(소고기)는 금기 사항일 수 있다.

## 인도 종교에서
소 도살 금지 법안은 케랄라와 북동부 일부를 제외한 대부분의 인도 주에서 시행되고 있다.

### 힌두교
누군가 내가 소고기 차나 양고기를 먹지 않으면 죽어야 한다고 말한다면, 의학적 조언이라도 죽음을 선호할 것이다. 이것이 제 채식주의의 근간이다.— — 마하트마 간디, 1931년 11월 20일 런던 채식주의자 협회에서, 

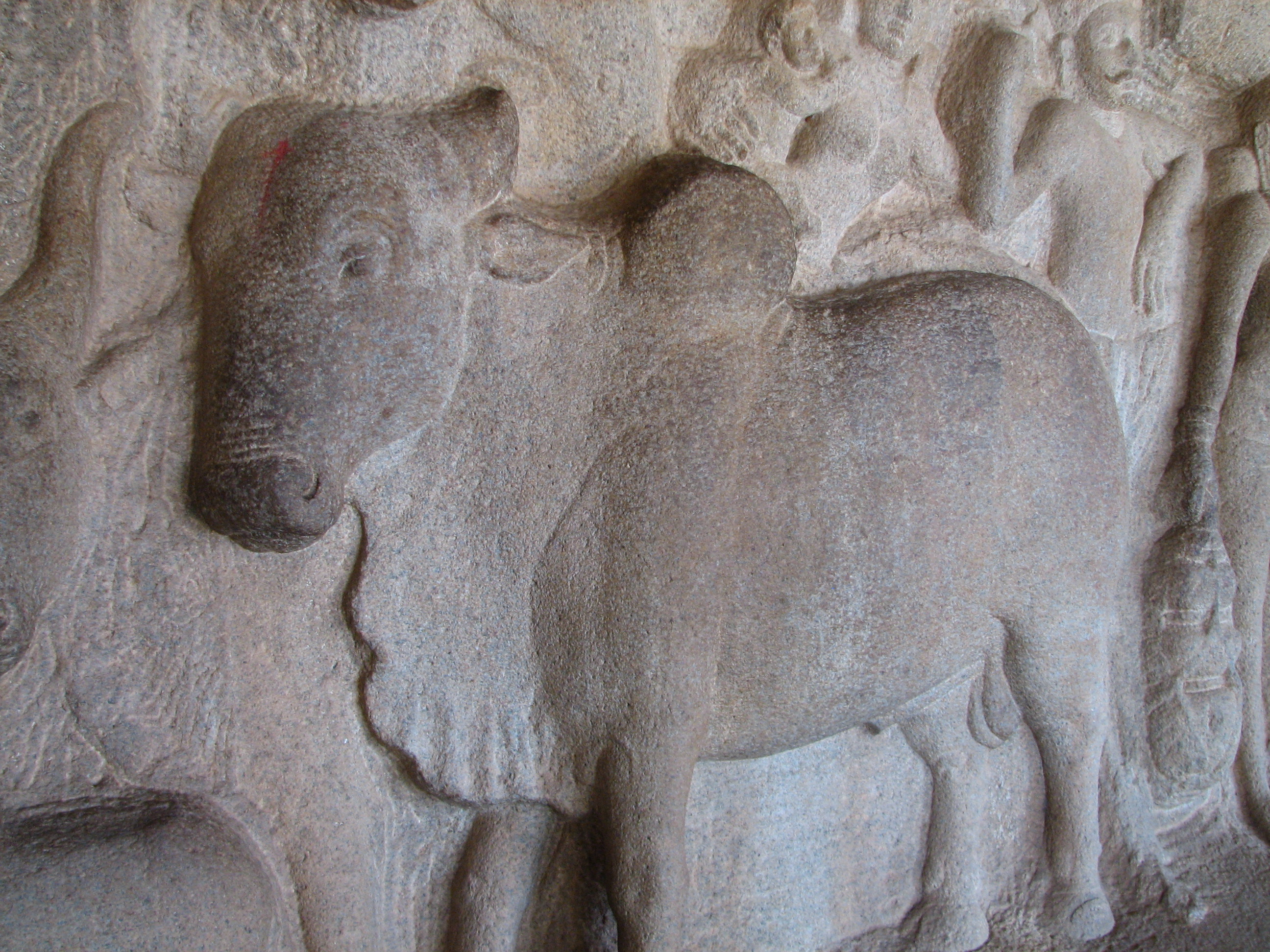
황소 기지 부조, 마말라푸람

힌두교는 특히 제부(보스 인디쿠스)를 신성한 것으로 여긴다. 소를 포함한 동물의 생명 존중, 힌두교의 식단, 인도의 채식주의는 힌두교 윤리에 기반을 두고 있다. 힌두교 윤리는 2007년 유엔 식량농업기구(FAO) 통계에 따르면 아힘사의 핵심 개념, 즉 모든 존재에 대한 비폭력에 의해 주도된다. 기원전 1천년 중반까지 불교, 힌두교, 자이나교 등 세 주요 종교 모두 비폭력을 윤리적 가치로 옹호했으며, 이는 사람의 환생에 영향을 미쳤다. 기원전 약 200년경에는 동물 도살에 대한 음식과 향연이 생명체에 대한 폭력의 한 형태로 널리 간주되어 종교적, 사회적 금기가 되었다.. 인도는 2011년 인구 조사 기준으로 79.80%의 힌두교 인구를 보유하고 있으며, 2007년 유엔 식량농업기구(FAO) 통계에 따르면 세계에서 육류 소비 비율이 가장 낮았다. 인도는 전 세계를 합친 것보다 더 많은 채식주의자를 보유하고 있다.
루드비히 알스도르프에 따르면, "인도 채식주의는 고대 스미트리티스와 기타 힌두교의 고대 문헌에서 알 수 있듯이 아힘사(비폭력)에 명백히 기반을 두고 있다"고 한다. 그는 힌두교에서 소에 대한 애정과 존중이 채식주의에 대한 헌신 이상이며, 그 신학에 필수적인 요소가 되었다고 덧붙이다. 소에 대한 존중은 널리 퍼져 있지만 보편적이지는 않는다. 몇몇 동부 주를 제외한 힌두교도들 사이에서는 동물 희생이 드물었다. 현대 인도인 대부분에게 알스도르프 주에서는 소에 대한 존중과 도살에 대한 무례함이 그들의 정신의 일부이며, "고기 소비를 포기하지 않는 아힘사는 없다"고 말한다.
힌두교 사회에서 소는 전통적으로 돌보는 사람이자 모성적인 존재로 여겨지며, 힌두교 사회에서는 소를 이타적인 희생, 이타적인 희생, 온화함, 관용의 상징으로 기린다..
여러 학자들은 힌두교도들 사이에서 소에 대한 숭배를 경제적인 측면에서 설명한다. 여기에는 식단에서 유제품의 중요성, 연료와 비료로서의 소 배설물의 사용, 그리고 소가 역사적으로 농업에서 수행해 온 중요성이 포함된다. 리그 베다, 푸라나스와 같은 고대 문헌들은 소의 중요성을 강조한다. 고대 인도 전역에서 소의 범위, 범위 및 지위는 논쟁의 대상이다. 소를 포함한 소는 나중에 그랬던 것처럼 침범할 수도 없고 존경받지도 못했다. 그레하수트라는 장례식 후 애도자들이 소고기를 의식적인 통과의례로 먹을 것을 권장한다. 이에 반해 베다 문헌은 모순적이며, 일부는 의식적인 도축과 육류 섭취를 제안하고, 다른 일부는 육류 섭취에 대한 금기를 제안한다.

#### 소의 신성한 지위

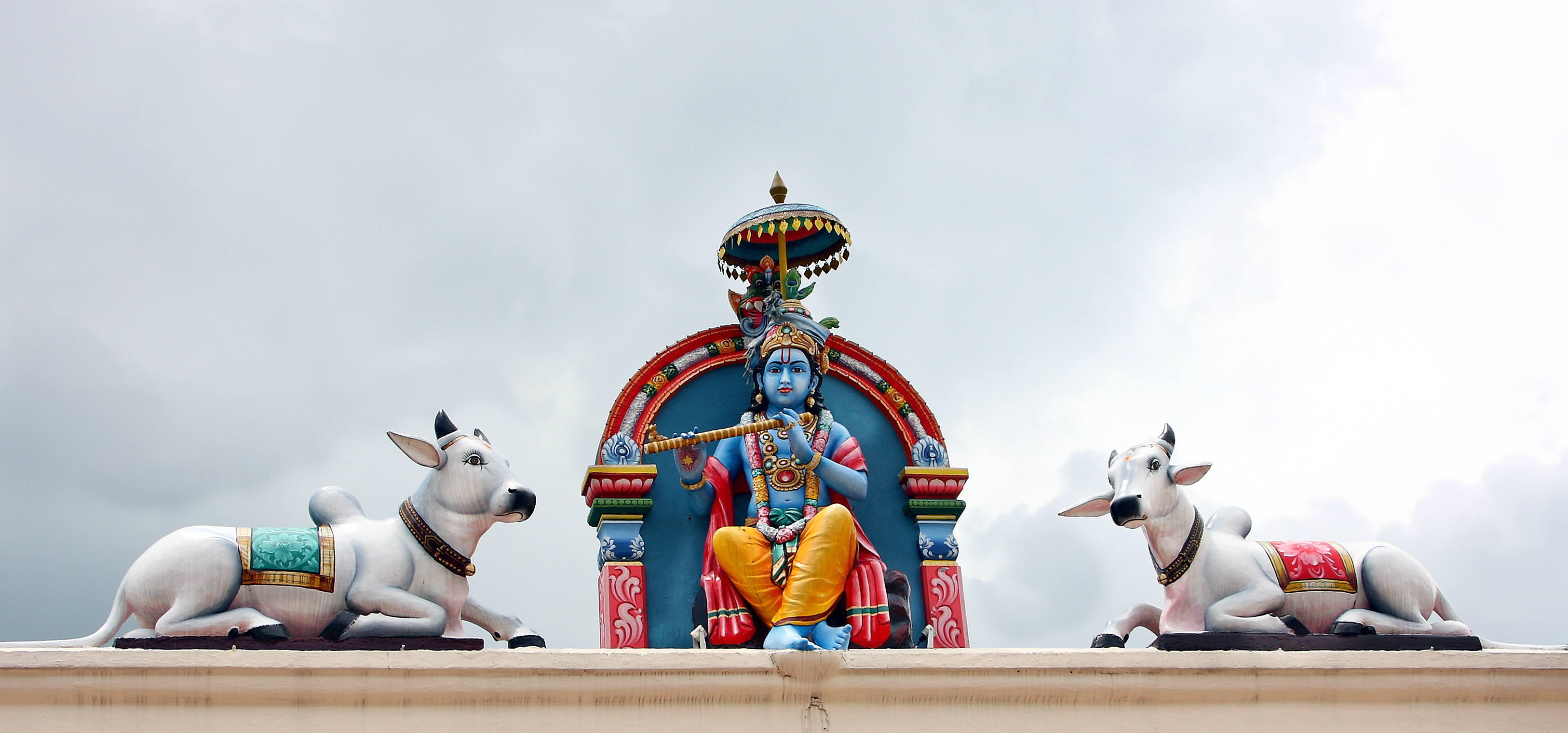
힌두교의 신 크리슈나는 종종 소들과 함께 그의 음악을 듣는 모습을 보여준다.

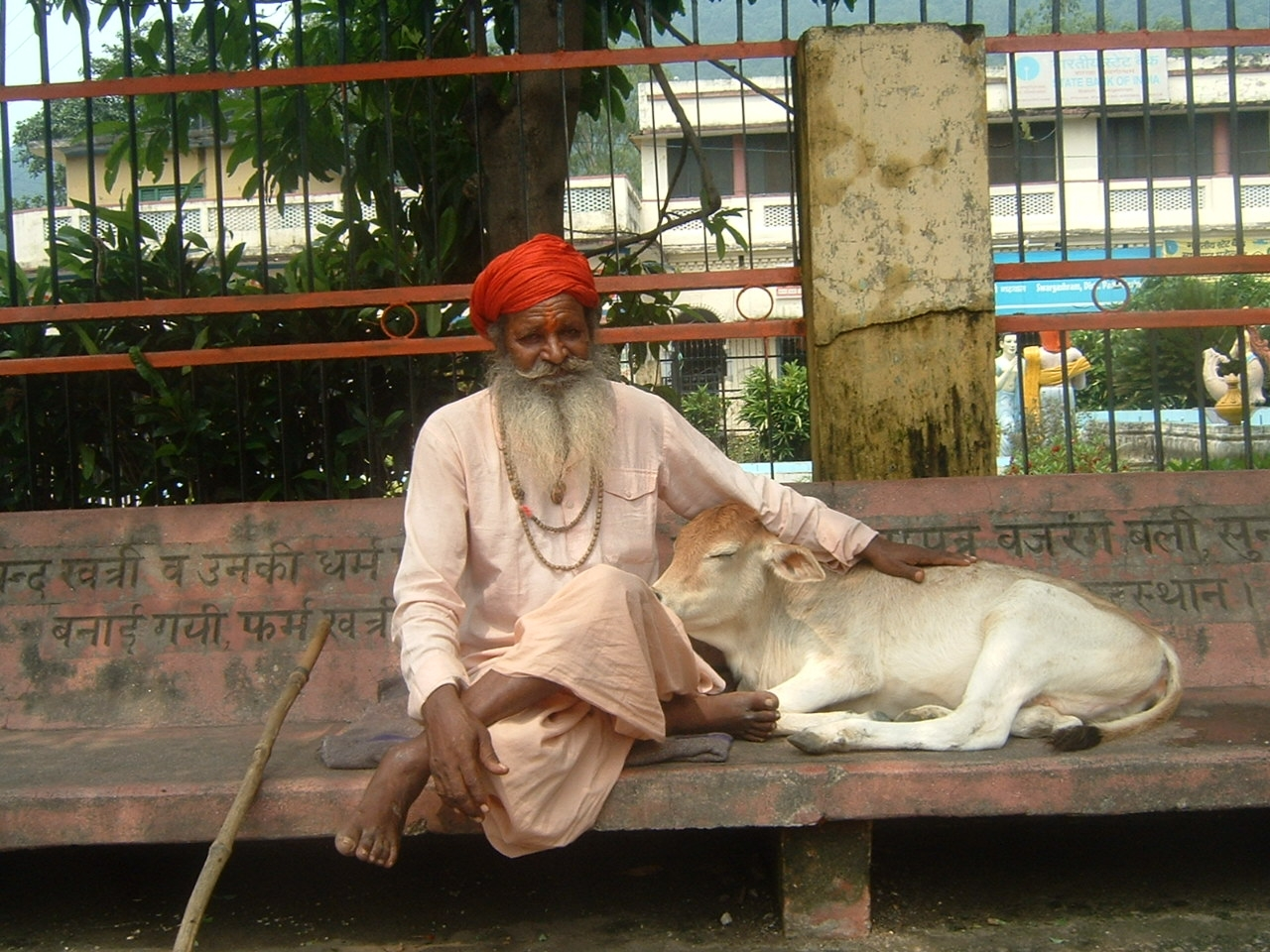
종아리는 힌두교에서 새벽과 비교된다. 여기에는 사두가 있다.

많은 고대 및 중세 힌두교 문헌들은 소 도살을 자발적으로 중단하고 다른 사람들에 대한 폭력과 동물의 모든 살육에 대한 일반적인 금욕의 일환으로 채식주의를 추구하는 이유를 논의한다.
풍요로운 소의 고기를 음식으로 금지하는 것은 완전한 채식주의의 첫걸음으로 여겨졌다. 리그베다에서는 젖소를 "도축할 수 없는 것"이라고 부른다. 리그베다의 초기 주석가인 야스카는 소의 아홉 가지 이름을 붙였는데, 첫 번째 이름은 "아그냐"이다. 소 숭배와 관련된 문헌은 기원후 1천 년경에 일반화되었고, 약 1000년경에는 소고기에 대한 금기와 함께 주류 힌두교 전통이 되었다. 이 관습은 영혼이 모든 생명체에 존재하며, 모든 생명체에 대한 비폭력이 가장 높은 윤리적 가치라는 힌두교의 믿음에서 영감을 받았다.  신 크리슈나와 그의 야다바 친족들은 소와 관련이 있으며, 그 사랑을 더해준다.

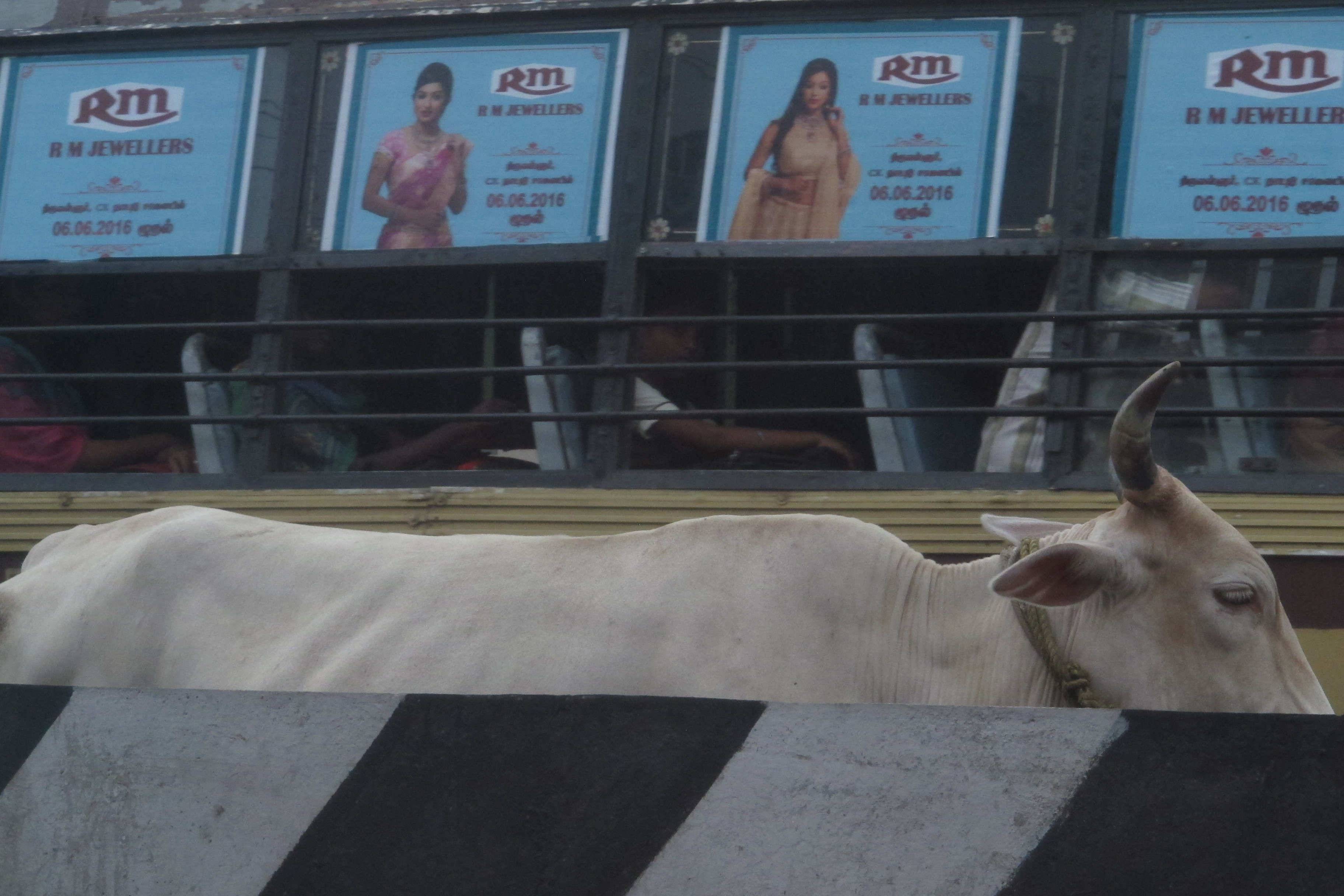
인도 첸나이 거리의 존경받는 소

베다 시대 고대 인도의 소 숭배, 이 시기에 쓰여진 종교 문서들은 모든 이족보행자와 사족보행자에 대한 비폭력을 요구했으며, 종종 소를 죽이는 것과 인간, 특히 브라만을 죽이는 것을 동일시했다. 힌두교 경전 아타르바베다(기원전 약 1200-1500년)의 찬송가 8.3.25는 모든 사람, 소, 말의 살인을 규탄하고, 죽이는 자들을 처벌하기 위해 신 아그니에게 기도한다.

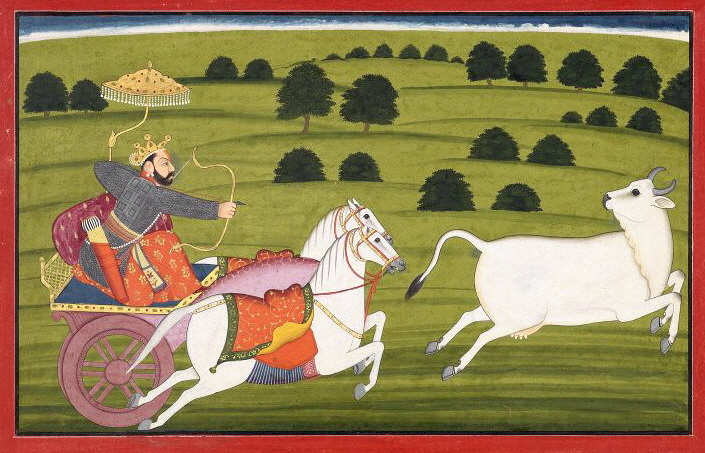
소의 모습을 하고 있는 프리트비를 쫓는 프리투. 프리투는 소에게 젖을 짜서 인간을 위한 농작물을 만들었다.

힌두교 경전의 일부인 푸라나에서 대지의 여신 프리트비는 소의 형태로, 첫 번째 군주부터 시작된 신들에 의해 인간의 이익을 위해 유익한 물질을 연속적으로 착유했다: 프리투는 기근을 끝내기 위해 인간을 위한 농작물을 생산하기 위해 소를 착유했다. 힌두교 신화의 특정 버전에서 기적적인 "풍부한 소"이자 "소의 어머니"인 카마데누는 모든 번영의 원천으로 여겨지는 일반적인 신성한 소를 상징하는 것으로 여겨진다. 19세기에는 모든 주요 신과 여신을 묘사한 포스터 아트에 카마데누의 한 형태가 묘사되었다. 디왈리 축제의 첫날을 기념하는 고바차 드와다시는 인도에서 생계와 종교적 신성함의 주요 원천으로서 소를 숭배하고 숭배하는 주요 축제로, 신성한 소 카마데누와 그녀에게 모성의 상징성이 가장 잘 드러나 있다.

### 역사적 중요성

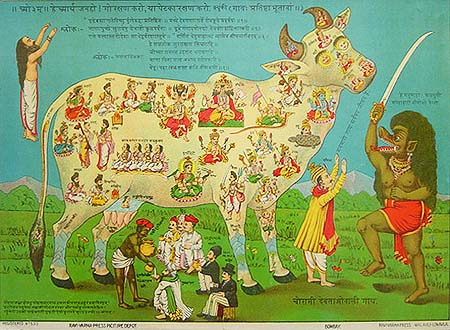
소 도살에 항의하는 팸플릿은 1893년에 처음 만들어졌다. 고기를 먹는 사람(만사하리)은 칼을 든 악마로 묘사되며, 한 남자가 그에게 "죽이지 말라, 소는 모두에게 생명의 원천이다"라고 말한다. 영국령 라지의 무슬림들은 이를 자신들을 대표한다고 해석했다. 라자 라비 바르마(1897년경)를 다시 그렸다.

소에 대한 경외심은 1857년 영국 동인도 회사에 대한 인도 반란에 중요한 역할을 했다. 동인도 회사 군대의 힌두교도와 무슬림 세포이들은 측정된 양의 화약이 들어 있는 종이 카트리지에 소와 돼지 지방이 묻혀 있다고 믿게 되었다. 이슬람교와 유대교에서는 돼지고기 섭취가 금지되어 있다. 총을 장전하려면 종이 카트리지 끝을 물어뜯어야 했기 때문에 영국이 그들에게 종교 칙령을 어기도록 강요하고 있다는 결론을 내렸다.
1717년부터 1977년까지 인도에서 발생한 주요 공동체 폭동에 대한 역사적 조사에 따르면 힌두교와 무슬림 간의 폭동 사건 167건 중 22건이 소 도살에 직접적으로 기인한 것으로 나타났다.

#### 간디의 가르침에서
소 보호는 간디에게 동물 권리와 모든 생명체에 대한 비폭력의 상징이었다. 그는 소를 숭배하며 소 도살을 종식시키는 것이 모든 동물에 대한 폭력을 막는 첫걸음이 될 것이라고 제안했다. 그는 이렇게 말했습니다: "저는 소를 숭배하며 전 세계를 상대로 소의 숭배를 지킬 것이다." 그리고 "힌두교의 중심 사실은 소 보호이다."

### 자이나교
자이나교는 소를 포함한 모든 생명체에 대한 폭력에 반대한다. 자이나 경전에 따르면 인간은 모든 생명체가 생명을 좋아하고 고통을 느끼며 고통받고 살기를 좋아하고 오래 살기 때문에 모든 살육과 도살을 피해야 한다. 자이나교에 따르면 모든 존재는 서로를 죽이고 도살하는 것이 아니라 서로를 돕고 번영해야 한다.
일하게 하거나 다른 사람들을 도축장에서 일하게 해서는 안 된다고 믿는다. 자이나교는 채식주의자들이 소와 같은 동물에게 고통을 주지 않으면서도 충분한 영양분을 공급할 수 있다고 믿는다. 일부 자이나교 학자들에 따르면, 소를 도축하는 것은 인간의 식량 수요로 인한 생태적 부담을 증가시키는데, 이는 육류 생산이 곡물 수요를 증가시키고 소 도축을 50% 줄이면 전 세계의 모든 영양실조와 기아를 해결할 수 있는 충분한 토지와 생태 자원을 확보할 수 있기 때문이다. 자이나교 공동체 지도자인 크리스토퍼 샤플은 소를 포함한 모든 형태의 동물 도축을 중단하기 위해 적극적으로 캠페인을 벌여왔다.

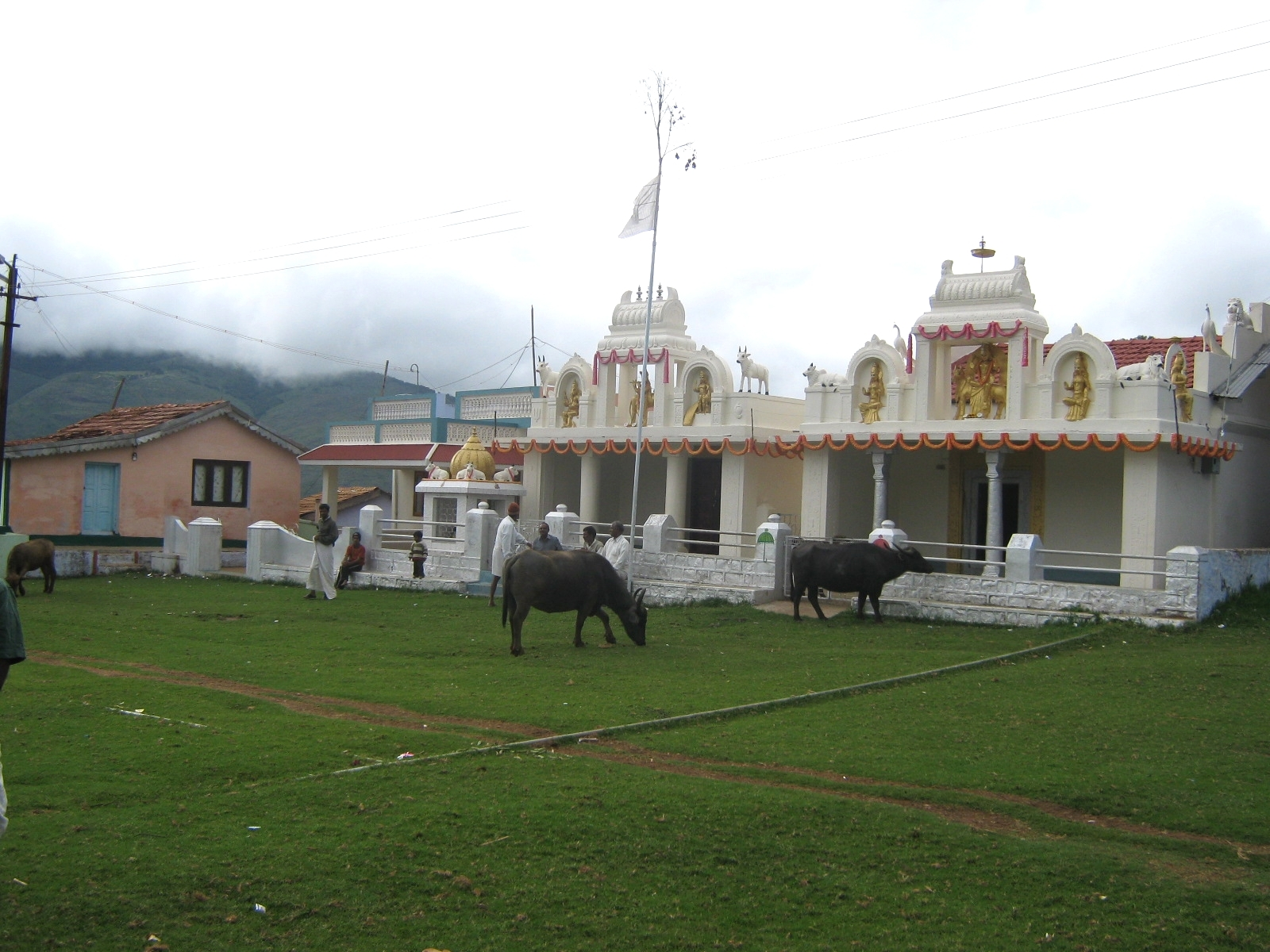
인도 우티의 한 사찰에서 소를 사육하다

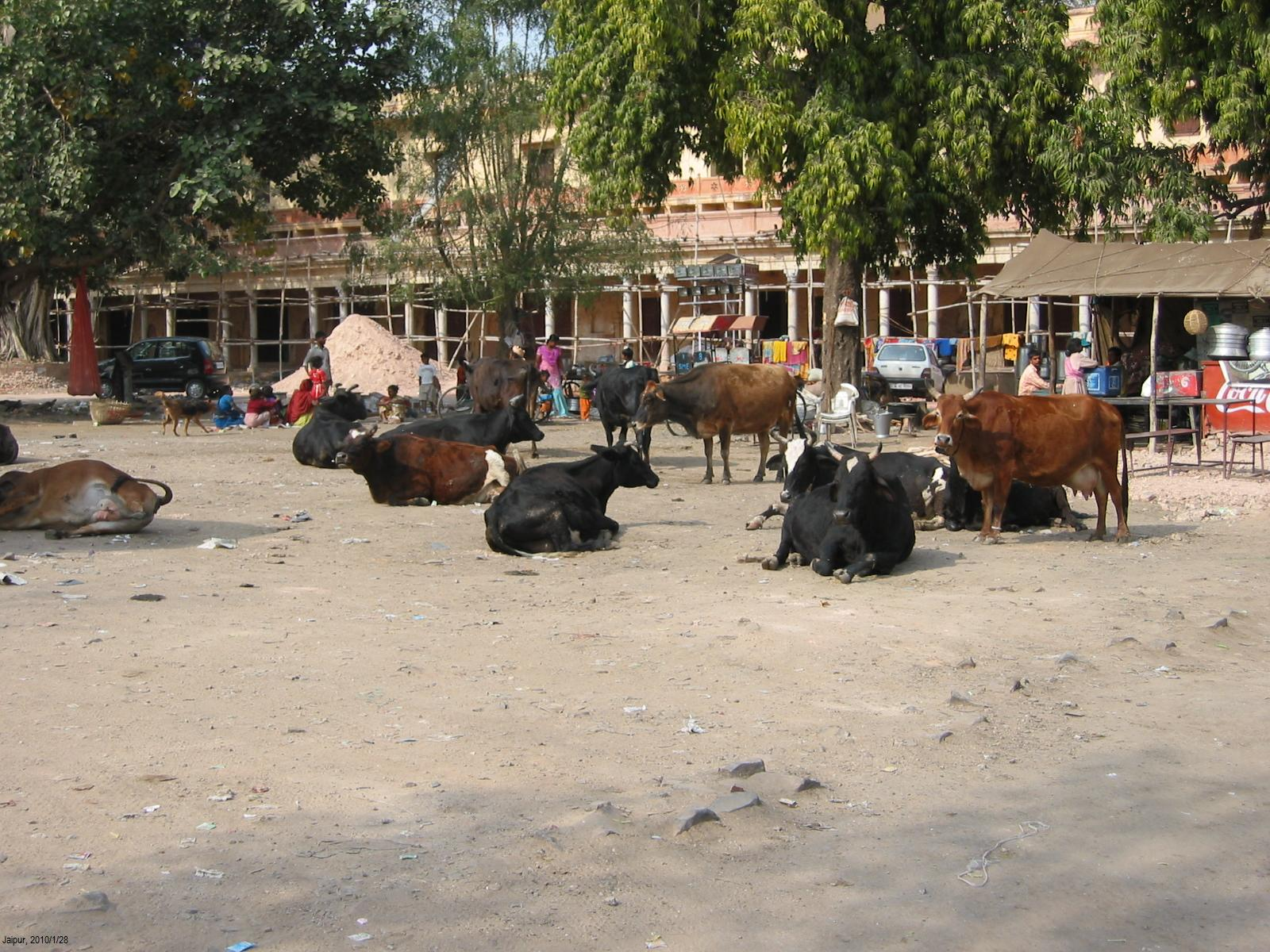
라자스탄 자이푸르의 한 도시 거리에서 소를 키우고 있습니다

### 메이테이 종교와 신화

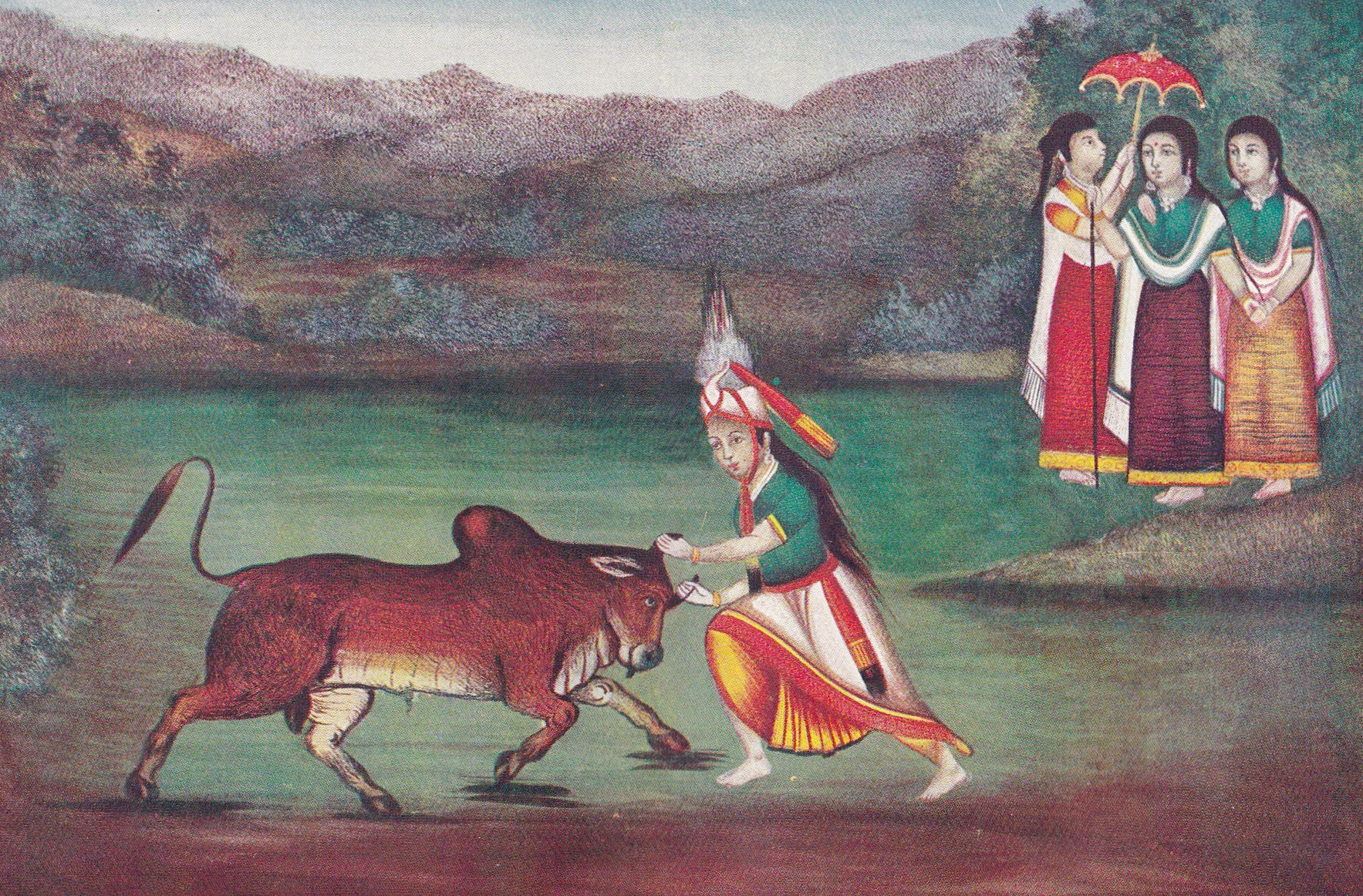
영웅 쿠만 캄바에게 사로잡힌 카오의 모습을 그린 그림

고대 메이테이 신화와 고대 마니푸르(캉레이팍) 민속에서 카오는 고대 모이랑 왕국의 캄바 토이비 서사시 전설에 중요한 역할을 하는 신성한 소이다. 오라클러 역할을 하는 귀족 농반 콩얌바는 쿠만 왕국을 자유롭게 돌아다니는 강력한 카오가 모이랑의 수호신인 탕징 신(올드 마니푸르: 탕칭)에게 바치지 않으면 모이랑 왕국에 재앙이 닥칠 것이라고 예언했다. 소문을 퍼뜨린 농반은 두 사람이 라이벌이었기 때문에 고아 쿠만 왕자 캄바를 일부러 제거하기 위해 그를 선택했다. 위험한 신성한 황소를 만나기 전에 캄바의 누나 캄누는 캄바에게 황소의 비밀을 공개했고, 그의 도움으로 황소를 포획하는 데 성공했다.

### 불교
불교 경전에는 아힘사를 다섯 가지 윤리적 계율 중 하나로 명시하고 있으며, 이는 수행하는 불교도가 "살아있는 생명체를 죽이지 말라"고 요구한다. 소를 도살하는 것은 금기시되어 왔으며, 일부 문헌에서는 소를 돌보는 것이 "모든 생명체"를 돌보는 수단이라고 제안한다. 일부 불교 종파에서는 소를 삼사라의 끝없는 환생 주기 속에서 다시 태어난 인간의 한 형태로 보고 있으며, 동물의 생명을 보호하고 소와 다른 동물에게 친절하게 대하는 것이 좋은 업보이다.  불교 경전에는 일부, 주로 대승불교 경전에서 고기를 죽이거나 먹는 것이 잘못되었다고 언급하고 있을 뿐만 아니라, 불교 평신도들에게 도축장을 운영하거나 고기를 거래하지 말 것을 촉구한다. 인도 불교 경전은 식물성 식단을 장려한다.
사다티사에 따르면, 브라흐마나담미카 수타에서 부처님은 자신 앞에 있는 "황금 시대 브라만들의 이상적인 삶의 방식을 다음과 같이 묘사한다"고 합니다:

어머니(그들은 생각했다), 아버지, 형제 또는 다른 종류의 친척들처럼, 소는 많은 치료법을 제공하는 우리 가족 중 가장 뛰어난 사람들인다.

선한 힘과 강인함을 주는 사람들, 좋은 안색과 건강의 행복을 주는 사람들, 이 소들의 진실을 본 후, 그들은 결코 죽이지 않았다.

당시 달마의 브라만들은 하지 말아야 할 일이 아니라 해야 할 일을 했습니다, 그리고 그들은 우아하고 체격이 좋고 피부가 하얗고 명성이 높았다는 것을 알고 있었다. 세상에서 이 전설은 이 사람들이 행복하게 번영하는 동안 발견되었다.
— Buddha, 부처님, 브라흐마나담미카 수타 13.24, 수타 니파타

불교에서는 고기를 위해 도살로부터 동물을 구하는 것이 더 나은 부활을 위해 공로를 얻는 방법으로 여겨진다. 리처드 곰브리치에 따르면 불교의 계율과 수행 사이에는 간극이 존재해 왔다. 곰브리치는 채식주의가 존경받지만 종종 실천되지 않는다고 말한다. 그럼에도 불구하고 테라바다 불교도들 사이에서는 소고기를 먹는 것이 다른 고기보다 나쁘고 불교도들이 소 도축장을 소유하는 것은 상대적으로 드물다는 일반적인 믿음이 있다.
육식은 불교 내에서 여전히 논란의 여지가 있으며, 대부분의 테라바다 종파는 초기 불교 관습을 반영하여 이를 허용하고 대부분의 대승불교 종파는 이를 금지하고 있다. 초기 수타에 따르면 부처님 자신도 고기를 먹었고 승려들에게 육식을 금지하는 규칙을 도입해서는 안 된다는 것이 분명했다. 그러나 이 소비는 돼지고기, 닭고기, 생선에 국한된 것으로 보이며 소를 배제했을 가능성이 큰다.

### 시크교

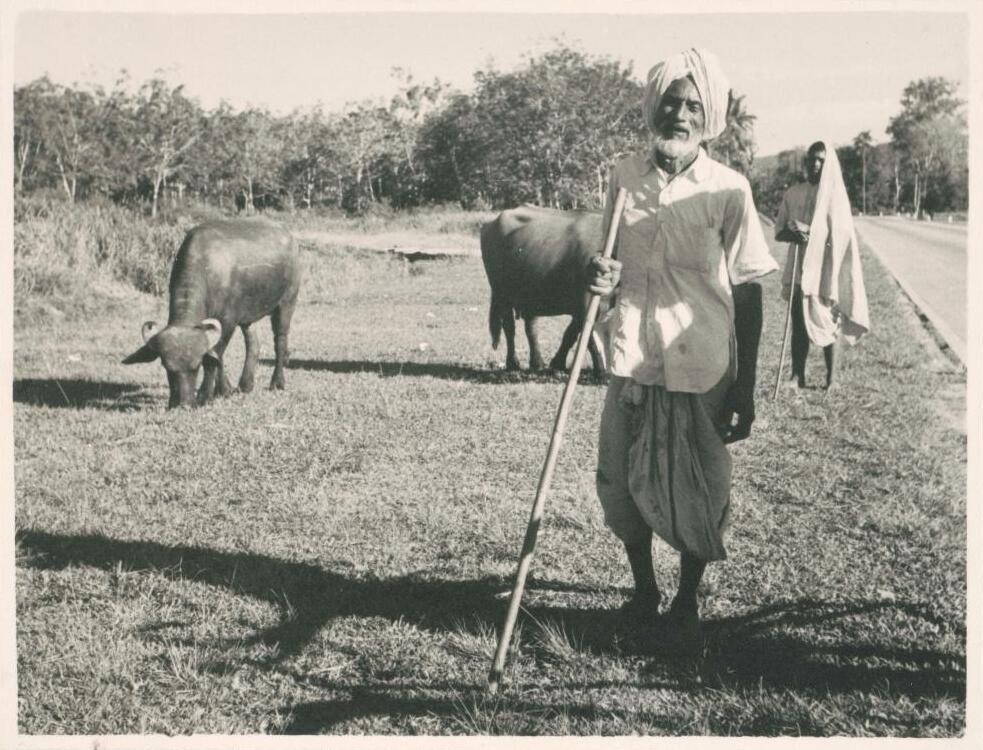
'식이와 그들의 소', 싱가포르, 1938-39년경

1860년대 동안, 남다리 시크교도들은 소 도살에 반대했다. 1903년 9월 5일자 칼사 바하두르(라호르) 기사에 따르면, 시크교도들은 소를 유용한 동물로 간주하지만, 힌두교도들이 신성하다고 여기는 경향이 없다고 한다. 아빈드-팔 싱 만다이르에 따르면, 많은 시크교도들은 소, 소, 버팔로를 먹는 것을 자제하며, 많은 시크교도들이 농업 배경을 가지고 있다. 따라서 시크교도들은 일반적으로 소를 존중하며 식용으로 소를 도살하지 않는다.

## 아브라함 종교

### 유대교
성경에 따르면 이스라엘 백성들은 예언자 모세가 시나이 산에 올라갈 때 황금 송아지의 숭배 이미지를 숭배했다. 모세는 이것을 하나님에 대한 큰 죄라고 생각했다. 그들이 이 행위를 금한 결과 레위 지파는 사제의 역할을 얻게 되었다. 황금 송아지 숭배는 여로보암 통치 기간 후반에 나타난다.
히브리어 성경에 따르면 얼룩이 없는 붉은 소는 고대 유대인 의식의 중요한 부분이었다. 소는 정확한 의식에서 희생되고 불태워졌으며, 유골은 인간의 시신과 접촉한 사람의 의식 정화에 사용되는 물에 추가되었다. 이 의식은 19장 1절부터 14절까지의 수서에 설명되어 있다.
관찰자 유대인들은 매년 주간 토라 부분인 추캇의 일부로 이 구절을 공부한다. 템플 인스티튜트라는 현대 유대인 단체가 이 고대 종교적 관습을 되살리려고 노력하고 있다.
전통 유대교에서는 소를 셰치타라고 하는 종교 의식에서 도살하고 유제품이 포함된 식사에 고기를 제공하지 않는 한 소고기 코셔를 음식으로 간주한다.
유대인 채식주의에 헌신하는 일부 유대인들은 유대인들이 동물 도살을 완전히 자제해야 한다고 믿고 있으며[59] 공장 농장에서 소에 대한 광범위한 학대를 비난하고 있다.

### 이슬람교
이슬람교는 유대인 셰치타와 유사한 종교 의식인 다브 īḥ아 또는 자비하에서 소를 도살하는 한 소를 도살하고 소고기를 소비하는 것을 허용한다.
소 도살이 주요 무슬림 명절인 이드 알 아다에서 중요한 역할을 하지만, 무굴 제국의 많은 통치자들은 그들의 통치하에 있는 많은 힌두교와 자이나교 인구 때문에 소 도살을 금지했다.
꾸란의 두 번째이자 가장 긴 수라는 이름은 알바카라("소")이다. 286개의 수라 중 7개의 수라가 언급되어 있습니다 (알 바카라 67–73).. 수라의 이름은 모세가 알 수 없는 사람에게 살해된 사람을 부활시키기 위해 백성들에게 소를 제물로 바치라고 명령한 이 구절에서 유래했다. 구절에 따르면, "이스라엘의 아이들"은 제물이 명령될 때 어떤 소를 의미하는지에 대해 논쟁을 벌였다.
이스라엘의 아이들에게 연설하면서 이렇게 말했습니다:
그리고 우리가 모세를 위해 사십 밤(고독한 밤)을 약속했을 때, 그리고 그가 당신에게서 떠났을 때 송아지를 선택하고 잘못한 사람들이었다. 그 후에도, 우리는 당신이 감사를 표하기 위해 당신을 사면했다. 그리고 우리가 모세에게 성경과 옳고 그름의 기준을 주었을 때, 당신은 올바르게 인도될 수 있었다. 모세가 그의 백성들에게 이렇게 말했을 때: 오 나의 백성이여! 당신은 송아지를 선택함으로써 스스로를 잘못하였으니 (예배를 위해) 당신의 창조주께 참회하고, 죄를 지은 자들을 죽이세요. 그것이 당신의 창조주와 함께하는 가장 좋은 일이 될 것이며, 그분은 당신을 향해 끈질기게 나아갈 것이다. 로! 그분은 자비로운 자들이시며, 구원하는 자이다. (알 쿠란 2:51–54)

모세가 백성들에게 이렇게 말했습니다: "로! 하나님께서 너희에게 소를 제물로 바치라고 명령하셨다. 너희가 우리를 놀리느냐? 그가 대답했다: 하나님께서 내가 어리석은 자들 사이에 있는 것을 금지하소서! 그들은 이렇게 말했다: 주님께 기도하여 주님께서 우리에게 그녀가 무엇인지 분명히 하시라. (모세) 대답했다: 로! 그는 베리리가 송아지도 없고 미성숙하지도 않은 소이며, (그녀는) 두 가지 조건 사이에 있으며, 너희가 명령한 대로 그렇게 하라. 그들이 말했다: 주님께 우리를 위해 기도하여 주님께서 우리에게 그녀가 어떤 색인지 분명히 하시라." (모세) 대답했다: 로! 그는 말했다: 베리리가 노란 소이다. 밝은 색은 그녀의 색이며, 보는 이들을 기쁘게 한다. 그들은 말했다: 주님께 우리를 위해 기도하여 주님께서 우리에게 그녀가 (소) 무엇인지 분명히 하시라. 로! 소는 우리와 매우 비슷하며, 그리고 하나님이 원하신다면, 우리는 올바르게 이끌릴 수 있다. (모세) 대답했다: 로! 그는 이렇게 말했다: 베리리 그녀는 젖소가 아니다; 흙이나 흙을 더럽히지 않았다; 전체적으로 흔적이 없다. 그들이 말했다: 이제 당신은 진실을 가져오라. 그래서 그들은 거의 진실을 가져오지 않았다. 그러나 그들은 그녀를 희생시켰다. (기억하세요) 네가 한 남자를 죽이고 그것에 대해 동의하지 않았을 때, 하나님께서 네가 숨었던 것을 꺼내셨다. 그리고 우리는 말했다: 그의 일부와 함께 그를 때라. 그러므로 하나님은 죽은 자들을 살아나게 하시고, 그의 포텐츠를 보여주셔서 네가 이해할 수 있도록 하라. (알쿠란 2:67–73)

고전적인 수니파 및 시아파 주석가들은 이 이야기의 여러 변형을 이야기한다. 일부 주석가들에 따르면, 소는 누구나 받아들일 수 있었지만, 소가 "자신을 위해 고난을 만들었다"고 하고 마침내 소가 지정된 후에는 어떤 대가를 치르더라도 소를 얻어야 했다.

### 기독교
붉은 암소 또는 붉은 소는 히브리어 성경에서 제사를 지내기 위해 사제에게 데려오는 특정 종류의 소이다. 유대인과 일부 기독교 근본주의자들은 붉은 암소가 태어나면 예루살렘 성전 산에 있는 제3성전을 재건할 수 있을 것이라고 믿는다.
소는 그리스의 일부 마을에서 그리스 정교회 신자들이 제물로 바친 동물 중 하나이다. 이 동물은 특히 성 차랄람보스의 축제와 관련이 있다. 쿠르바니아의 이러한 관습은 교회 당국으로부터 여러 차례 비판을 받아왔다.
소는 복음 전도자 루크의 상징이다.
비지고트족 중에서 성 에밀리안의 시신과 함께 마차를 끄는 황소는 올바른 매장지(산 밀란 데 라 코골라, 라 리오하)로 이어진다.

## 조로아스터교, 배화교
게우쉬 우르바라는 용어는 "소의 영혼"을 의미하며, 지구의 영혼으로 해석된다. 아후나베이티 가타에서 조로아스터는 자신의 공동 종교인들 중 일부가 소를 학대했다고 비난하고, 아후라 마즈다는 그들을 보호하라고 말한다. 인도로 도망친 후, 많은 조로아스터교도들은 그곳에 사는 힌두교도들을 존경하기 위해 소고기를 먹지 않았다.
조로아스터와 베다 사제들의 땅은 소 사육자들의 땅이었다. 아베스타의 벤디다드 9장은 소 소변의 정화 능력을 설명한다. 이 땅은 모든 신체적 및 도덕적 악에 대한 만병통치약으로 선언되었으며 [3] 9박 정화 의식인 바라신 û름에서 두드러지게 나타난다.

## 고대 사회

### 이집트
고대 이집트 종교에서 황소는 힘과 남성의 성을 상징하며 몬투와 같은 공격적인 신, 민과 같은 악의 신과 연결되어 있었다. 일부 이집트 도시에서는 므네비스 황소, 부키스 황소, 프타 신의 표현으로 여겨지며 이집트에서 가장 중요한 신성한 동물이었던 아피스 황소 등 신성한 힘의 화신이라고 불리는 신성한 황소를 보관하기도 했다. 소는 다산과 모성과 관련이 있었다. 고대 이집트의 여러 창조 신화 중 하나는 창조 이전에 존재했던 원시 수역을 대표하던 소 여신 메헤트-웨트가 태초에 태양을 낳았다고 한다. 하늘은 때때로 소의 형상을 한 여신으로 상상되기도 했는데, 하토르, 넛, 네이스 등 여러 여신이 이 천상의 소와 동일시되었다.
이집트인들은 소를 일률적으로 긍정적으로 여기지 않았다. 혼돈의 힘의 상징으로 여겨지는 야생 황소는 사냥하여 의식적으로 죽일 수 있었다.

### 누비아
소는 아프리카 고대 누비아 목축업 경제의 중심 부분이었기 때문에 그들의 문화와 신화에서도 중요한 역할을 했다. 이는 그들이 매장지와 암석 예술에 포함된 것에서 알 수 있다. 신석기 시대부터 소의 두개골, 일명 부크라니아는 종종 인간의 매장지와 함께 배치되었다. 부크라니아는 지위의 상징이었으며, 성인 남성 매장지, 때로는 성인 여성 매장지, 드물게는 어린이 매장지에 자주 사용되었다. 케르마의 묘지에서는 부크라니아의 수와 다른 무덤의 양과 화려함 사이에 강한 상관관계가 있다. 수백 마리가 아니더라도 수십 마리의 소가 한 개인의 매장을 위한 헌사로 자주 도살되었으며, 케르마의 한 고분에서만 400마리의 부크라니아가 발견되었다. 양이나 염소가 아닌 소의 두개골을 사용한 것은 목축업 경제에서 소의 중요성을 보여주며, 부, 번영, 사후 세계로의 이동과 소의 문화적 연관성을 보여준다. 때로는 완전한 소가 주인과 함께 매장되었는데, 이는 그들의 관계가 사후 세계로 계속 이어졌음을 상징한다.
기원전 3천년부터 소는 누비아 록 아트에서 가장 인기 있는 모티프가 되었다. 몸은 보통 옆모습으로 묘사되지만 뿔은 앞을 향하고 있다. 뿔의 길이와 모양, 가죽의 패턴은 매우 다양했다. 소와 인간 사이의 중요한 공생 관계를 상징하는 소와 함께 인간의 실루엣이 그려지는 경우가 많다. 목축업자들에게 소를 끄는 것도 소떼의 건강을 보장하는 방법이었을 수 있다. 누비아 신화에서 소의 역할은 북쪽의 이집트보다 더 은밀하며, 종종 여러 신들이 소로 묘사되지만, 누비아 문화에서 소의 중요성은 매장 관행, 사후 세계에 대한 이해, 그리고 록 아트에서 분명하게 드러난다.

### 고대 지중해 유럽
그리스 신화에서 헬리오스의 소들은 현대 시칠리아로 추정되는 트리나시아 섬에서 목초를 했다. 태양의 신 헬리오스는 일곱 무리의 소와 일곱 무리의 양을 가지고 있었으며, 각각 50마리의 머리를 가지고 있었다고 전해진다. 헤카톰은 아폴로, 아테나, 헤라 신에게 바치는 제물로, 100마리의 소(헤카톤 = 100마리)를 가지고 있었다.
그리스 신들은 이오와 유로파 신화에서처럼 속임수나 처벌의 한 형태로 자신이나 타인을 소로 변신시키기도 했다. 파시파 ë 신화에서 그녀는 포세이돈의 벌로 황소와 사랑에 빠진다. 그녀는 인간과 황소의 잡종인 미노타우로스를 낳는다.
고대 아나톨리아 문명 하티에서 폭풍의 신은 황소와 밀접하게 연결되어 있었다.

### 고대 북유럽 및 중부 유럽

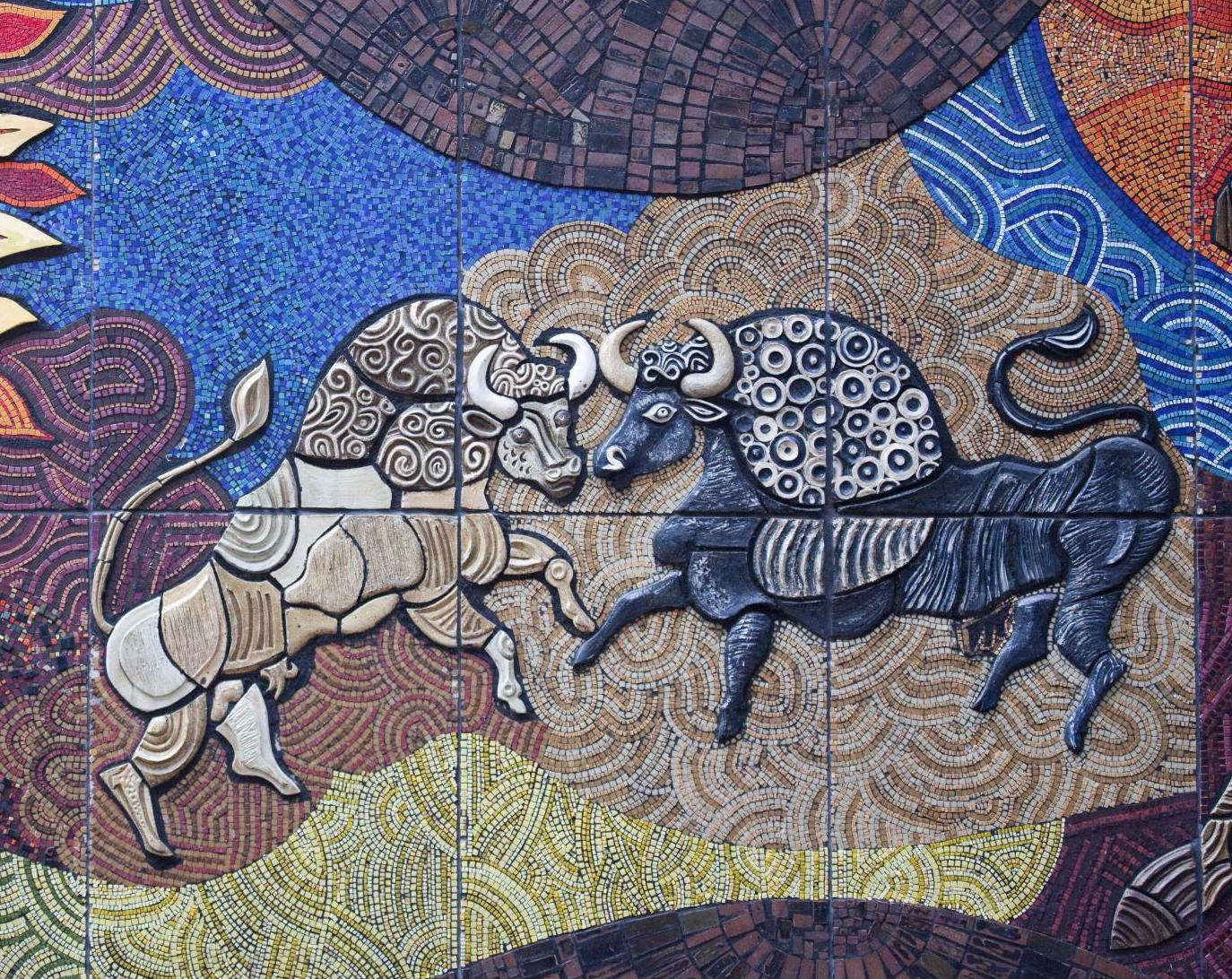
핀베나흐(왼쪽)와 돈 쿠아일랑지(오른쪽)

타르보스 트리가라누스("두루미 세 마리를 키우는 황소")는 고대 갈리아의 부조에 신들의 이미지와 함께 그려져 있다. 고대 켈트족이 거의 항상 소나 다른 가축이었던 동물을 희생시켰다는 증거가 있다. 중세 초기 아일랜드 문헌에는 타르브페이(황소 잔치)라는 샤머니즘 의식이 언급되어 있는데, 이 의식은 황소를 제물로 바치고 시어가 황소의 은신처에서 잠을 자고 미래의 왕에 대한 비전을 가지는 것이었다.
소는 아일랜드 신화에 자주 등장한다. 글래스 가이브넨은 풍부한 양의 우유를 생산할 수 있는 신화 속 귀중한 소이며, 돈 쿠아일랑과 핀벤나흐는 서사시 "쿨리의 소 습격"에서 중심적인 역할을 하는 귀중한 소이다. 타인 보 플리드하이스의 주요 인물인 신화 속 여인 플리다이스는 마법의 소 무리를 소유하고 있다. 보이느 강의 여신인 보인의 이름은 "밝거나 하얀 소"를 의미하는 고대 아일랜드어 *Bóu-vinda에서 유래했으며, 코르쿠 로이그데의 이름은 "송아지 여신의 부족"을 의미한다.
북유럽 신화에서 원시 소 Au ðumbla는 서리 거인의 조상인 이미르를 빨아먹고 오딘의 할아버지이자 신들의 조상인 부리를 얼음에서 핥았다.

## 현대

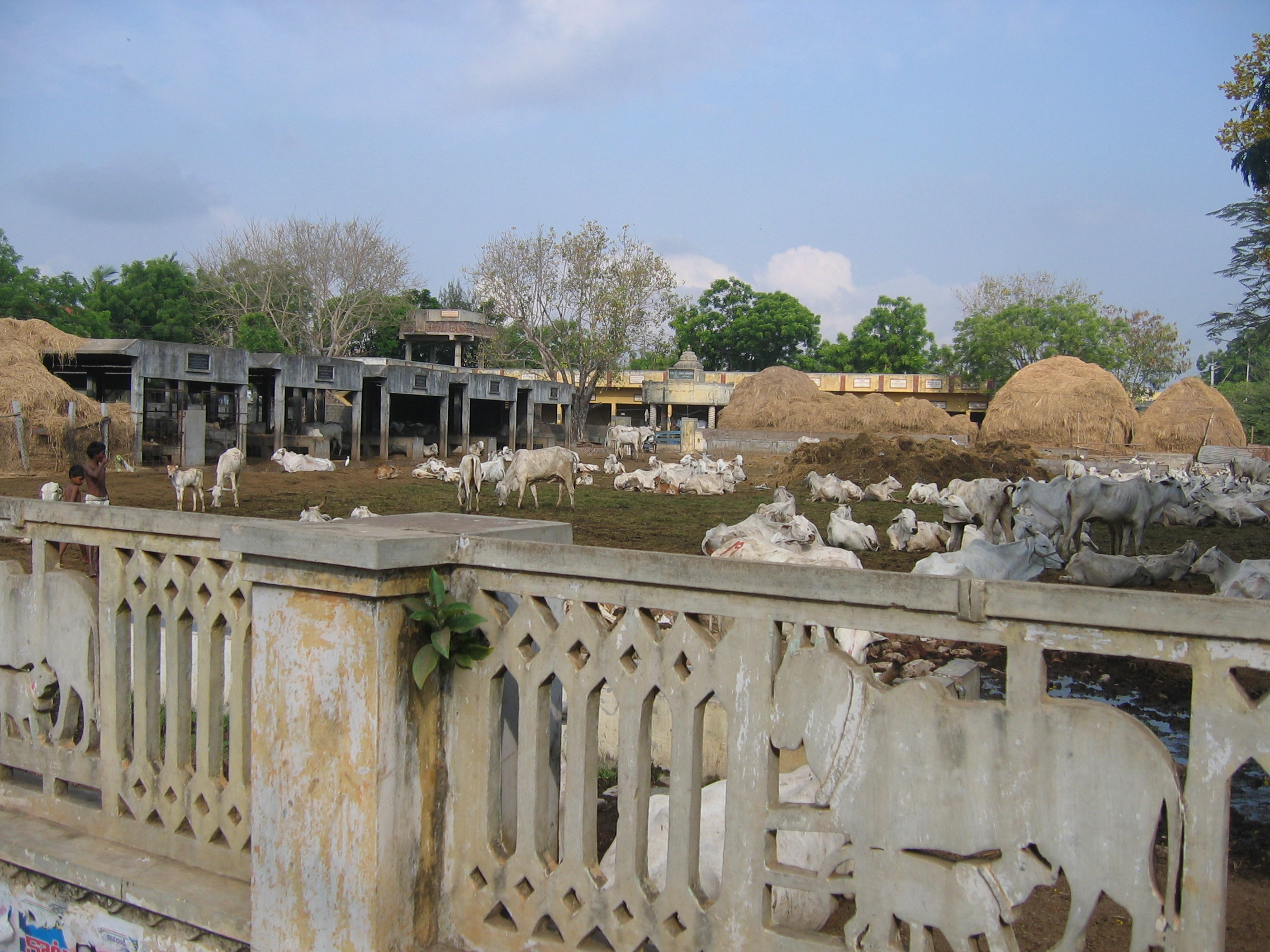
인도 군투르의 소 보호소(고살라)

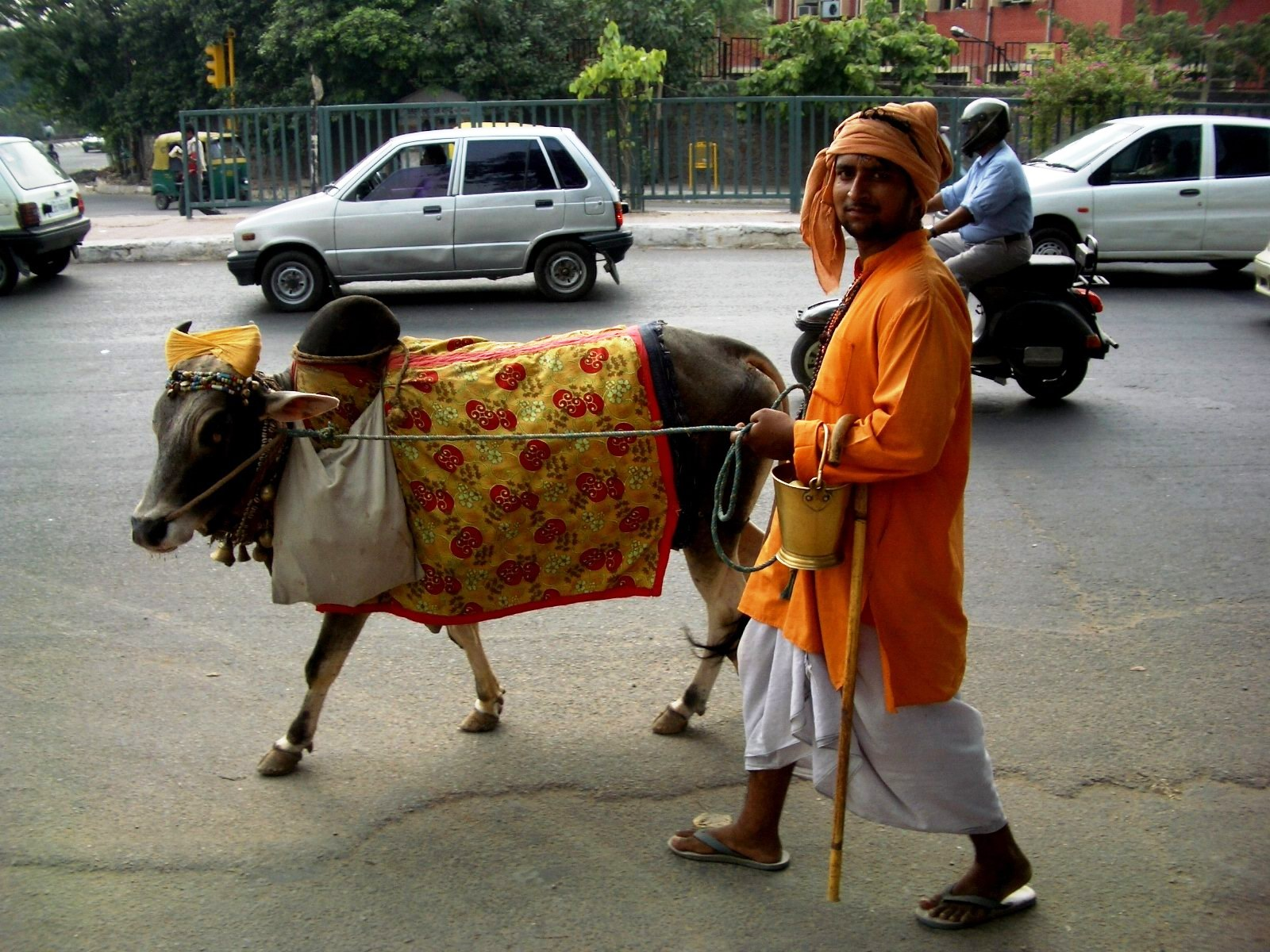
델리를 걷는 소

오늘날 인도와 네팔과 같이 힌두교가 많은 국가에서는 소젖이 종교 의식의 핵심 부분을 차지한다. 일부 국가에서는 집들이 의식의 일환으로 스토브에서 우유를 끓이거나 소를 집 안으로 안내하는 것이 관례이다.

### 인도
The slaughter of 인도에서 인도 헌법은 인도에서 소의 보호를 의무화하고 있다. 소의 도살은 소의 나이와 성별, 지속적인 경제적 생존 가능성 등의 요인에 따라 발급될 수 있는 '도축 적합 증명서'와 같은 제한 사항으로 허용되지만, 14개 주에서는 소가 아닌 황소와 버팔로에게만 허용된다. 대법원에서 소송이 진행 중인 6개 주에서는 금지 조치를 뒤집는 것이 완전히 금지되어 있지만, 많은 주에서는 제한이 없다. .
고파스타미는 힌두교도들이 1년에 한 번씩 기념하는 명절로, 현대 인도에서 소들이 기도를 받는 몇 안 되는 사례 중 하나이다. 소는 여전히 대부분의 인도 인구에게 존경과 존경을 받고 있지만, 명절 동안 소들의 처우에 대한 논란이 있어 왔다.

### 네팔

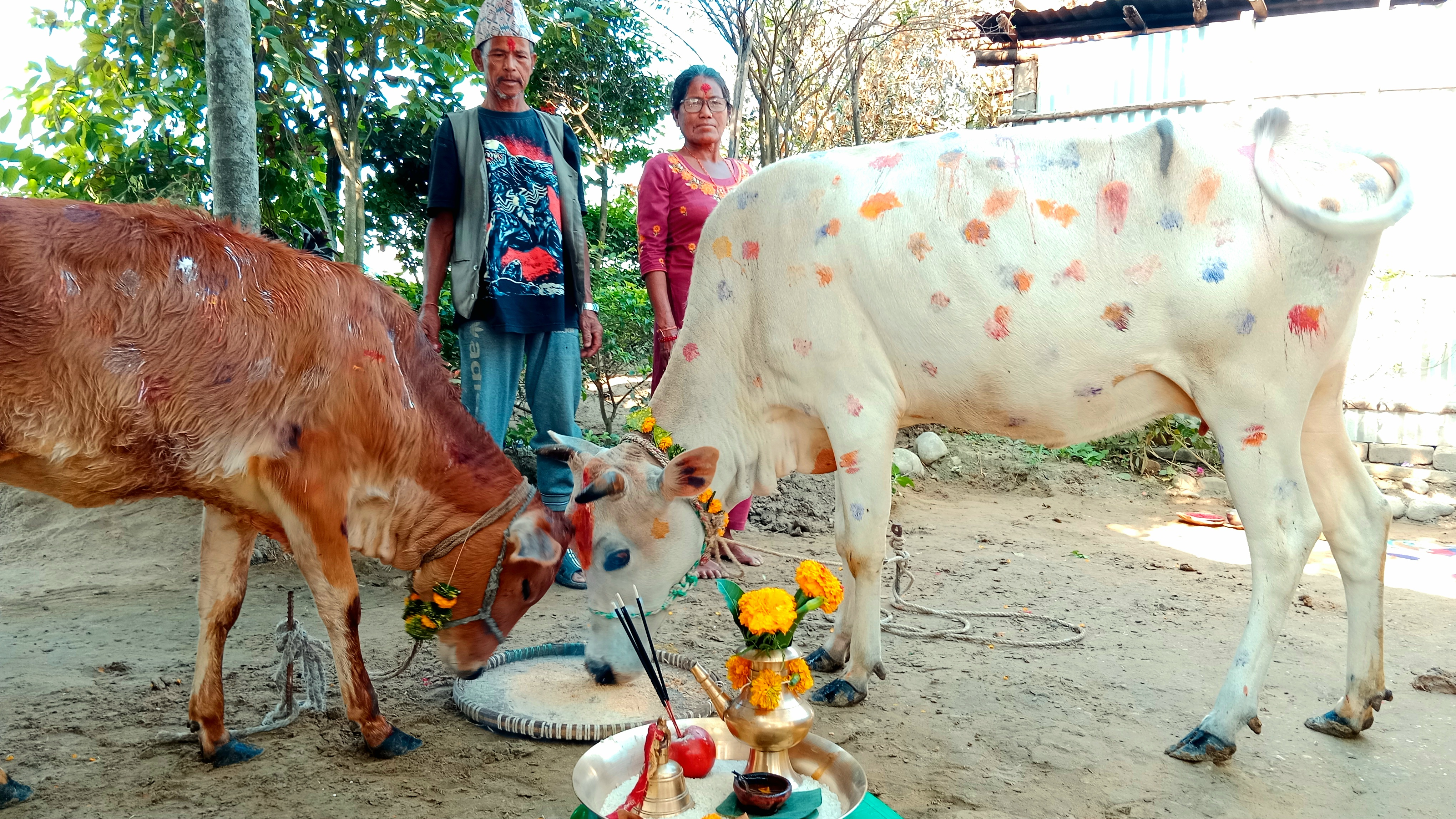
네팔의 한 부부가 티하르 축제에서 소를 숭배하고 있다.

힌두교가 다수인 네팔에서는 소와 황소의 도살이 완전히 금지되어 있다. 소는 락쉬미 여신(부와 번영의 여신)과 관련이 있다. 네팔 사람들은 티하르(디왈리)라는 축제를 열며, 어느 날 가이푸자라는 날 소를 위해 기도를 올린다.
1960년대에 작성된 로디 뉴스-센티넬 뉴스 기사에 따르면, 당시 네팔에서는 보행자를 살해한 혐의로 3개월의 징역형을 선고받을 수 있었지만, 소를 다치게 한 혐의로 1년, 소를 죽인 혐의로 종신형을 선고받았다.
소는 자유롭게 돌아다니며 신성한 존재이다. 네팔에서는 2014년에 마지막으로 열린 가다마이 축제와 같은 특정 힌두교 행사에서 버팔로 도살이 이루어졌다.  2015년 네팔의 사찰 신탁은 네팔의 가다마이 축제에서 향후 모든 동물 희생을 취소하겠다고 발표했다.

### 미얀마
소고기 금기는 미얀마, 특히 불교 공동체에서 상당히 널리 퍼져 있다. 미얀마에서 소고기는 일반적으로 노동 수명(16세)이 끝날 때 도축되는 소나 병든 동물로부터 얻는다. [1] 소는 고기를 위해 거의 사육되지 않으며, 미국 내 소의 58%가 동물의 힘(DAP)을 얻기 위해 사용된다. [1] 소고기를 먹는 사람은 거의 없으며, 소고기를 싫어하는 사람은 일반적이다(특히 바마르족과 버마족 중국인들 사이에서). 비록 지역 요리, 특히 카친족과 같은 소수 민족의 요리에서 더 흔하게 먹히지만, 불교(바사)나 우포사타 시대에 고기를 포기할 때 불교 신자들은 소고기를 먼저 포기할 것이다. 거의 모든 도살자들이 아힘사(해를 끼치지 않는) 불교 교리 때문에 무슬림이다.
나라의 마지막 왕조인 콘바웅 왕조 시대에는 상습적인 소고기 소비가 공공 채찍질로 처벌받았다.
1885년, 저명한 불교 승려인 레디 사야도는 버마 불교도들이 소를 죽이고 소고기를 먹어서는 안 된다고 주장하는 시적인 산문 편지인 은와미타사(နွားမေတ္တာစာ)를 썼다. 이 편지는 버마 농부들이 생계를 유지하기 위해 소를 가축으로 의존하고, 인간 소비를 위한 소고기 마케팅이 버팔로와 소의 멸종을 위협하며, 그 관행이 생태적으로 불안정하다고 주장했다. 그는 이후 식민지 시대 동안 지역 주민들 사이에서 소고기를 먹음에도 불구하고 성공적인 소고기 불매 운동을 이끌었고, 한 세대의 버마 민족주의자들이 이 입장을 채택하는 데 영향을 미쳤다.
1961년 8월 29일, 버마 의회는 1961년 국가 종교 진흥법을 통과시켰다. 이 법은 전국적으로 소 도축을 금지하는 것을 명시적으로 금지했습니다 (소고기는 တိုးတိုးသား로 알려지게 되었고, 고기는 조용해졌습니다). 무슬림과 같은 종교 단체는 종교 휴일에 소 도축을 위한 면제 면허를 신청해야 했다. 이 금지법은 1년 후, 네 윈이 쿠데타를 일으켜 국가에 계엄령을 선포한 후 폐지되었다.

### 스리랑카
2013년 5월, 스리랑카에서 스리 스가타 푸라나 비하라의 30세 불교 승려 보와테 인드라라타나 테라가 종교적 소수자의 소 도살을 허용하는 정부에 항의하기 위해 자해했다.

### 중국
고대 중국에서 소고기 금기는 역사적으로 한족, 특히 한족 사이에서 식단 제한이었다. 소와 버팔로(소)는 농사에 유용하고 존경받았기 때문이다. 주나라 시대에는 황제들조차도 소고기를 자주 먹지 않았다. 일부 황제들은 소를 죽이는 것을 금지했다. 소고기는 뜨거운 음식으로 간주되며 신체의 내부 균형을 방해하는 것으로 여겨지기 때문에 중국 의학에서는 권장되지 않는다.
기록된 자료(예: 일화와 도교 전례 텍스트 포함)에 따르면, 이 금기는 9세기에서 12세기 사이에 처음 등장했다(당송 전환기, 돼지고기의 등장과 함께). 16세기에서 17세기 사이에 소고기 금기는 중국 도덕의 틀 안에서 잘 받아들여졌고 도덕 서적(善書)에서도 발견되었으며, 여러 권의 책이 이 금기에만 전념했다. 소고기 금기는 동물의 생명 존중과 채식주의(불교, 유교, 도교가 공유하는 사상), 그리고 가뭄 동물에 대한 국가 보호와 관련된 중국의 관점에서 나왔다. 중국 사회에서는 완전히 동화되지 않은 민족과 종교 집단(예: 무슬림 후이족과 미아오족)과 외국인들만이 이 고기를 섭취했다. 한족 사이에서 이 금기는 중국 무슬림들로 하여금 소와 버팔로를 전문으로 도살하는 도축업자로서 틈새 시장을 만들게 했다.
때때로 도살 전에 우는 소들이 종종 근처 사찰로 풀려나기도 한다.

### 태국
물소가 농업의 주요 작업 동물이었기 때문에 20세기 초에는 소고기 소비가 일반적으로 금기시되었다. 이는 일본의 통치, 중화민국의 대만으로의 후퇴, 농업의 기계화, 농업에서 벗어나 경제가 전환되면서 점차 변화했다. 오늘날 대부분의 대만 사람들은 소고기를 소비하지만 일부는 그 전통을 유지하고 있다.

### 일본

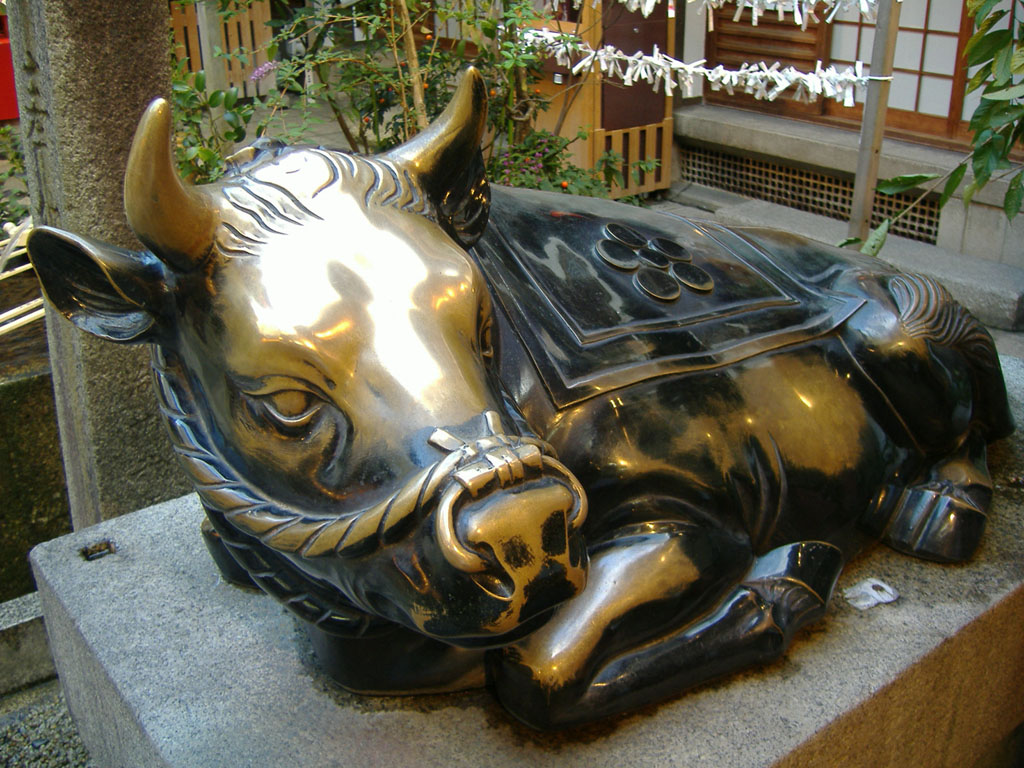
일본 교토의 신유(신성한 황소) 동상

역사적으로 고대 일본에서는 가축 인구를 보호하기 위한 수단이자 불교의 영향으로 인해 소고기 금기가 있었다. 일본에서는 오랫동안 육식이 금기시되어 왔으며, 675년 불교의 살처분 금지령의 영향을 받아 소, 말, 개, 원숭이, 닭의 소비를 금지하는 법령이 제정되었다. 1612년 쇼군은 소의 살처분을 특별히 금지하는 법령을 선포했다.
이 공식적인 금지령은 1872년 메이지 천황이 소고기와 양고기를 소비했다고 공식적으로 선언될 때까지 유지되었다. 이는 특히 소고기 소비와 관련하여 국가 현대화를 위한 수단으로 국가의 식생활을 변화시켰다. 유럽인들의 접촉으로 소고기는 이전에는 야만적인 것으로 여겨졌지만 점점 더 인기를 얻게 되었다.
여러 신사와 사원에는 소 인형이 장식되어 있는데, 이 인형들은 쓰다듬으면 병을 치료할 수 있다고 믿어진다.

### 인도네시아
인도네시아 쿠두스에서는 무슬림들이 여전히 소를 도살하거나 먹지 않는 전통을 유지하고 있다. 이는 힌두교도들 중 일부가 수난 쿠두스를 모방한 것으로 추정된다.

## 가죽
종교적으로 다양한 국가에서 가죽 공급업체는 일반적으로 제품에 사용되는 가죽의 종류를 명확히 하기 위해 주의를 기울이다. 예를 들어, 가죽 신발에는 가죽을 가져간 동물을 식별하는 라벨이 부착되어 있다. 이러한 방식으로 무슬림은 실수로 돼지 가죽을 구매하지 않으며, 힌두교인은 소 가죽을 피할 수 있다. 채식주의자인 많은 힌두교인은 어떤 종류의 가죽도 사용하지 않는다.
유대교는 욤 키푸르, 티샤 바브, 그리고 애도 기간 동안 가죽으로 만든 신발을 착용하는 것을 금지한다.
자이나교는 소를 죽여서 얻는 가죽 사용을 금지한다.

## 참고 항목
- 1966 anti-cow slaughter agitation
- Ahir
- Bat (goddess)
- Bull (mythology)
- Bull-leaping
- Bull of Heaven
- Bull worship
- El (deity)
- Etiquette of Indian dining
- Food and drink prohibitions
- Gangotri (cow)
- Kamadhenu
- Khnum
- Minotaur
- Nandi (bull)
- Naqada III
- Cow Hugging Therapy
- Ophiotaurus
- Panchamrita
- Shambo
- Táin Bó Cúailnge
- Tarvos Trigaranus
- Vegetarianism and religion
- Zebu, the common breed of cow from India

## 메모들
1. ↑  The protection of cattle and prevention of cattle slaughter is not limited to Buddhists in India, but found in other Theravada countries such as Sri Lanka, Myanmar and others.[51][52]

## 참조
1. ↑  “ANNEX II (8) Gist of State Legislations on Cow Slaughter | Department of Animal Husbandry & Dairying”. 《dahd.nic.in》. 2023년 9월 6일에 확인함.
2. ↑  In charts: Vegetarianism in India has more to do with caste hierarchy than love for animals, Scroll.in, 6 April 2017.
3. ↑  Uttara Kennedy, Arvind Sharma and Clive J.C. Philips (2018). “The Sheltering of Unwanted Cattle, Experiences in India and Implications for Cattle Industries Elsewhere”. 《Animals》 8 (5): 64. doi:10.3390/ani8050064. PMC 5981275. PMID 29701646.
4. ↑  Marvin Harris. 《India's sacred cow》 (PDF).
5. ↑  Dr Gloria Pungetti, Dr Anna Maclvor. “Preliminary Literature Review On Sacred Species” (PDF). 2021년 7월 24일에 원본 문서 (PDF)에서 보존된 문서. 2021년 7월 24일에 확인함.
6. ↑  Christopher Chapple (1993). 《Nonviolence to Animals, Earth, and Self in Asian Traditions》. State University of New York Press. 10–18쪽. ISBN 978-0-7914-1497-2.
7. ↑  Tähtinen, Unto (1976), Ahimsa. Non-Violence in Indian Tradition, London: Rider, ISBN 978-0091233402, pp. 1–6, 107-109.
8. 1 2 3 4 5 6  Marvin Harris (1990), India's sacred cow 보관됨 29 3월 2017 - 웨이백 머신, Anthropology: contemporary perspectives, 6th edition, Editors: Phillip Whitten & David Hunter, Scott Foresman, ISBN 0-673-52074-9, pages 201–204
9. 1 2 3 4  Lisa Kemmerer (2011). 《Animals and World Religions》. Oxford University Press. 59–68 (Hinduism), pp. 100–110 (Buddhism)쪽. ISBN 978-0-19-979076-0.
10. ↑  “Meat Consumption Per Person”. 2018년 1월 23일에 확인함 – Scribd 경유.
11. ↑  “Census of India – India at a Glance : Religious Compositions”. 《censusindia.gov.in》. 2015년 8월 25일에 확인함.
12. ↑  Edelstein, Sari (2013). 《Food Science, An Ecological Approach》. Jones & Bartlett Publishers. 281쪽. ISBN 978-1-4496-0344-1. ...India has more vegetarians than everywhere else in the world combined.
13. 1 2 3  Alsdorf, Ludwig (2010). 《The History of Vegetarianism and Cow-Veneration in India》. Routledge. 2–4쪽. ISBN 978-11351-66-410.
14. ↑  Christopher John Fuller (2004). 《The Camphor Flame: Popular Hinduism and Society in India》. Princeton University Press. 46, 83–85, 141쪽. ISBN 0-691-12048-X.
15. 1 2  Walker, Benjamin (1968). 《The Hindu world: an encyclopaedic survey of Hinduism》. Taylor & Francis. 257,272쪽. ISBN 9780429624650.
16. 1 2 3  Animals and Society: An Introduction to Human-animal Studies, Margo DeMello, p.314, Columbia University Press, 2012
17. ↑  Jha, Dwijendra Narayan. The Myth of the Holy Cow. London/New York: Verso 2002
18. ↑  Achaya 2002, 16–17쪽.
19. ↑  Ludwig Alsdorf (2010). 《The History of Vegetarianism and Cow-Veneration in India》. Routledge. 32–44 with footnotes쪽. ISBN 978-1-135-16641-0.
20. ↑  John R. McLane (2015). 《Indian Nationalism and the Early Congress》. Princeton University Press. 271–280 with footnotes쪽. ISBN 978-1-4008-7023-3.
21. ↑  Achaya 2002, 55쪽.
22. ↑  V.M. Apte, Religion and Philosophy, The Vedic Age
23. ↑  Krishna, Nanditha (2014), 《Sacred Animals of India》, Penguin Books Limited, 80, 101–108쪽, ISBN 978-81-8475-182-6
24. ↑  Krishna, Nanditha (2014), 《Sacred Animals of India》, Penguin Books Limited, 15, 33쪽, ISBN 978-81-8475-182-6
25. ↑  ऋग्वेद: सूक्तं १०.८७, Wikisource, Quote: "यः पौरुषेयेण क्रविषा समङ्क्ते यो अश्व्येन पशुना यातुधानः। यो अघ्न्याया भरति क्षीरमग्ने तेषां शीर्षाणि हरसापि वृश्च॥१६॥"
26. ↑  “milking of the Earth”. Texts.00.gs. 2011년 11월 13일에 확인함.
27. ↑  Biardeau, Madeleine (1993). 〈Kamadhenu: The Mythical Cow, Symbol of Prosperity〉.   Yves Bonnefoy. 《Asian mythologies》. University of Chicago Press. 99쪽. ISBN 0-226-06456-5.
28. ↑  Smith, Frederick M. (2006). 《The self possessed: Deity and spirit possession in South Asian literature and civilization》. Columbia University Press. 404, pp. 402–3 (Plates 5 and 6 for the two representations of Kamadhenu)쪽. ISBN 978-0-231-13748-5.
29. ↑  R. Venugopalam (2003). 〈Animal Deities〉. 《Rituals and Culture of India》. B. Jain Publishers. 119–120쪽. ISBN 81-8056-373-1.
30. ↑  LLP, Adarsh Mobile Applications. “2019 Govatsa Dwadashi | Vasu Baras date and time for New Delhi, NCT, India”. 《Drikpanchang》.
31. ↑  Raminder Kaur; William Mazzarella (2009). 《Censorship in South Asia: Cultural Regulation from Sedition to Seduction》. Indiana University Press. 36–38쪽. ISBN 978-0-253-22093-6.
32. ↑  W. and R. Chambers (1891). 《Chambers's Encyclopaedia: A Dictionary of Universal Knowledge for the People》 8. 719쪽.
33. ↑  Banu, Zenab. 〈Appendix IV〉. 《Politics of Communalism》. 175–193쪽.
34. ↑  “Report of the National Commission on Cattle – Chapter II (10 A. Cow Protection in pre-Independence India)”. DAHD. 2013년 11월 9일에 원본 문서에서 보존된 문서. 2013년 11월 8일에 확인함.  이 문서는 퍼블릭 도메인 출처의 본문을 포함합니다.
35. 1 2  “Compilation of Gandhi's views on Cow Protection”. Dahd.nic.in. 1927년 7월 7일. 2011년 11월 25일에 원본 문서에서 보존된 문서. 2011년 11월 13일에 확인함.
36. ↑  Susan J. Armstrong; Richard G. Botzler (2016). 《The Animal Ethics Reader》. Taylor & Francis. 44쪽. ISBN 978-1-317-42197-9.
37. ↑  Paul Dundas (2003). 《The Jains》. Routledge. 160–162쪽. ISBN 978-04152-66-055.
38. 1 2  Lisa Kemmerer; Anthony J. Nocella (2011). 《Call to Compassion: Reflections on Animal Advocacy from the World's Religions》. New York: Booklight. 57–60쪽. ISBN 978-1-59056-281-9.
39. ↑  Christopher Chapple (2002). 《Jainism and ecology: nonviolence in the web of life》. Harvard Divinity School. 7–14쪽. ISBN 978-0-945454-33-5.
40. ↑  《Indian Antiquary》 (영어). Popular Prakashan. 1877. 222쪽.
41. ↑  “"Kao - the sacred bull" by Laihui”. 《e-pao.net》.
42. ↑  “KAO - A Glimpse of Manipuri Opera”. 《e-pao.net》.
43. 1 2  Lisa Kemmerer (2011). 《Animals and World Religions》. Oxford University Press. 100–101, 110쪽. ISBN 978-0-19-979076-0.
44. 1 2  McFarlane, Stewart (2001),  Peter Harvey, 편집., 《Buddhism》, Bloomsbury Academic, 187–191쪽, ISBN 978-1-4411-4726-4
45. ↑  Harvey, Peter (2013). 《An Introduction to Buddhism: Teachings, History and Practices》 2판. Cambridge University Press. 83, 273–274쪽. ISBN 978-05216-767-48.
46. ↑  Thich Nhat Hanh (2015). 《The Heart of the Buddha's Teaching: Transforming Suffering into Peace, Joy, and Liberation》. Potter. 115쪽. ISBN 978-1-101-90573-9.
47. ↑  Martine Batchelor (2014). 《The Spirit of the Buddha》. Yale University Press. 59쪽. ISBN 978-0-300-17500-4.; Quote: These five trades, O monks, should not be taken up by a lay follower: trading with weapons, trading in living beings, trading in meat, trading in intoxicants, trading in poison."
48. 1 2  H. Saddhatissa (2013). 《The Sutta-Nipata: A New Translation from the Pali Canon》. Routledge. 33쪽. ISBN 978-1-136-77293-1.
49. ↑  R Ganguli (1931), Cattle and Cattle-rearing in Ancient India, Annals of the Bhandarkar Oriental Research Institute, Vol. 12, No. 3 (1931), pp. 216–230
50. ↑  How Brahmins Lived by the Dharma, Early Buddhist texts, translations, and parallels, Sutta Central
51. 1 2  Richard Gombrich (2012). 《Buddhist Precept & Practice》. Routledge. 303–307쪽. ISBN 978-1-136-15623-6.
52. ↑  Matthew J. Walton (2016). 《Buddhism, Politics and Political Thought in Myanmar》. Cambridge University Press. 34–35쪽. ISBN 978-1-107-15569-5.
53. ↑  Buddhism and Vegetarianism The Rationale for the Buddha's Views on the Consumption of Meat by Dr V. A. Gunasekara
54. ↑  Barbara D. Metcalf; Thomas R. Metcalf (2012). 《A Concise History of Modern India》. Cambridge University Press. 152–153쪽. ISBN 978-1-139-53705-6.
55. ↑  Peter van der Veer (1994). 《Religious Nationalism: Hindus and Muslims in India》. University of California Press. 90–91쪽. ISBN 978-0-520-08256-4.
56. ↑  Myrvold, Kristina (2024년 12월 2일). 〈2〉. 《Sikh News in India, 1864-1924: Colonial Reports on Vernacular Newspapers of Punjab》. 2: Religious Places, Practices, and Relations. Brill. 712쪽. ISBN 9789004707085. What he meant to say was that the Sikhs were not quite so sensitive as the Hindus in regard to the slaughter of cows. For instance, the latter would not even eat certain vegetables the names of which being with gaf, the first letter in gai (cow). In the same way some of them abstain from the use of masur pulse because it is the colour of blood. They also regard cow-dung and cow urine as sacred. The Sikhs, on the contrary, do not go to such lengths in their reverence for this animal, although they agree with the Hindus in considering it a very useful one.
57. 1 2  Mandair, Arvind-Pal Singh (2022년 7월 14일). 〈Diet, drugs, alcohol, tobacco〉. 《Sikh Philosophy: Exploring gurmat Concepts in a Decolonizing World》. Bloomsbury Publishing. 189–190쪽.
58. ↑  Exodus 32:4.
59. ↑  Carmichael, Calum (2012). 《The Book of Numbers: A Critique of Genesis》. New Haven, Connecticut: Yale University Press. 103–121쪽. ISBN 9780300179187.
60. ↑  “Apocalypse Cow”. 《The New York Times》. 1997년 3월 30일. 2013년 12월 21일에 확인함.
61. ↑  Hersh, June (2011). 《The Kosher Carnivore: The Ultimate Meat and Poultry Cookbook》. Macmillan Publishers. 19–21쪽. ISBN 9781429987783.
62. ↑  Goldman, Ari L. (2007). 《Being Jewish: The Spiritual and Cultural Practice of Judaism Today》. Simon & Schuster. 234쪽. ISBN 9781416536024.
63. ↑  《Jewish veganism and vegetarianism : studies and new directions》. Labendz, Jacob Ari, 1977–, Yanklowitz, Shmuly, 1981–. Albany, New York. 2019년 3월 25일. 206쪽. ISBN 9781438473611. OCLC 1041228582.
64. ↑  Nussbaum, Martha Craven. 《The Clash Within: Democracy, Religious Violence, and India's Future》. 224쪽.
65. ↑  Diane Morgan (2010). 《Essential Islam: A Comprehensive Guide to Belief and Practice》. ABC-CLIO. 27쪽. ISBN 9780313360251.
66. ↑  Thomas Hughes (1995) [first published in 1885]. 《Dictionary of Islam》. Asian Educational Services. 364쪽. ISBN 9788120606722.
67. ↑  Avinoam Shalem (2013). 《Constructing the Image of Muhammad in Europe》. Walter de Gruyter. 127쪽. ISBN 9783110300864.
68. ↑  Rosalind Ward Gwynne (2014). 《Logic, Rhetoric and Legal Reasoning in the Qur'an: God's Arguments》. Routledge. 38쪽. ISBN 9781134344994.
69. ↑  Mahmoud M. Ayoub (1984). 《The Qur'an and Its Interpreters, Volume 1》. SUNY Press. 117쪽. ISBN 9780873957274.
70. 1 2  Clark, Zoroastrianism, p. 13.
71. ↑  Vogelsang, P. 63 The Afghans
72. ↑  Bhandarkar, D.R., Some Aspects of Ancient Indian Culture, p. 72.
73. ↑  Bhandarkar, D.R., Some Aspects of Ancient Indian Culture, p. 72.
74. ↑  Pinch, Geraldine (2004). Egyptian Mythology: A Guide to the Gods, Goddesses, and Traditions of Ancient Egypt. Oxford University Press. pp. 105, 123–125, 163
75. ↑  Pinch, Geraldine (2004). Egyptian Mythology: A Guide to the Gods, Goddesses, and Traditions of Ancient Egypt. Oxford University Press. p. 124
76. ↑  Dubosson, Jerome (2021). 〈Cattle Cultures in Ancient Nubia〉.   Emberling, Geoff. 《The Oxford Handbook of Ancient Nubia》. Oxford Academic. 908–926쪽. ISBN 9780190496272.
77. ↑  Chaix, L., & Grant, A. (1992). Cattle in ancient Nubia.
78. ↑  Chaix, Louis (2012). “Bucrania from the Eastern Cemetery at Kerma (Sudan) and the practice of cattle horn deformation”. 《Studies in African Archaeology》 11: 189–212.
79. ↑  Dubosson, Jérôme (2018년 9월 4일). “The Deformation of Cattle Horn in Past and Present Societies”.
80. ↑  Paner, Henryk. "Nubian Rock Art." in Geoff Emberling, and Bruce Beyer Williams (eds). The Oxford Handbook of Ancient Nubia (2021); online edn, Oxford Academic,13 Jan. 2021, https://doi.org/10.1093/oxfordhb/9780190496272.013.51.
81. ↑  Ornan, Tallay (2001). “The Bull and its Two Masters: Moon and Storm Deities in Relation to the Bull in Ancient Near Eastern Art”. 《Israel Exploration Journal》 51 (1): 14–16. ISSN 0021-2059. JSTOR 27926951. 2023년 6월 7일에 확인함.
82. ↑  Green, Miranda (2002). 《Animals in Celtic Life and Myth》. Routledge. 94–96쪽.
83. ↑  Davidson, Hilda Ellis (1988). 《Myths and Symbols in Pagan Europe: Early Scandinavian and Celtic Religions》. Syracuse University Press. 51쪽.
84. ↑  Monaghan, Patricia (2004). 《The Encyclopedia of Celtic Mythology and Folklore》. Infobase Publishing. 197쪽.
85. ↑  Ó hÓgáin, Dáithí (1991). 《Myth, Legend & Romance: An encyclopaedia of the Irish folk tradition》. Prentice Hall. 49쪽.
86. ↑  “ANNEX II (8)”. Dahd.nic.in. 1976년 8월 30일. 2014년 11월 9일에 원본 문서에서 보존된 문서. 2011년 11월 13일에 확인함.
87. ↑  Tadeusz, Margul (1968). “Present Day Worship of the Cow in India”. 《ATLA Religion Database with ATLASerials》 (Numen) 15 (1): 63–80.
88. ↑  4 held for violating ban on cow slaughter, The Himalayan Times
89. ↑  “Injured cow in Nepal is serious matter”. Yahoo! News. 2016년 1월 19일에 확인함.
90. ↑  Jolly, Joanna (2009년 11월 24일). “Devotees flock to Nepal animal sacrifice festival”. 《BBC News》. 2009년 11월 24일에 확인함.
91. ↑  “Over 20,000 buffaloes slaughtered in Gadhimai festival”. 《NepalNews.com》. 2009년 11월 25일. 2014년 7월 1일에 원본 문서에서 보존된 문서. 2009년 11월 25일에 확인함.
92. ↑  Ram Chandra, Shah. “Gadhimai Temple Trust Chairman, Mr Ram Chandra Shah, on the decision to stop holding animal sacrifices during the Gadhimai festival” (PDF). 《Humane Society International》. 2015년 7월 29일에 확인함.
93. ↑  Gesteland, Richard R.; Georg F. Seyk (2002). 《Marketing across cultures in Asia》. Copenhagen Business School Press DK. 156쪽. ISBN 978-87-630-0094-9.
94. ↑  U Khin Win (1991). 《A century of rice improvement in Burma》. International Rice Research Institute. 27, 44쪽. ISBN 978-971-22-0024-3.
95. ↑  Meyer, Arthur L.; Jon M. Vann (2003). 《The Appetizer Atlas: A World of Small Bites》. John Wiley and Sons. 276쪽. ISBN 978-0-471-41102-4.
96. ↑  Simoons, Frederick J. (1994). 《Eat not this flesh: food avoidances from prehistory to the present》. Univ of Wisconsin Press. 120쪽. ISBN 978-0-299-14254-4.
97. ↑  Spiro, Melford (1982). 《Buddhism and society: a great tradition and its Burmese vicissitudes》. University of California Press. 46쪽. ISBN 0-520-04672-2.
98. ↑  Hardiman, John Percy (1900). 《Gazetteer of Upper Burma and the Shan States》 2. Government of Burma. 93–94쪽.
99. 1 2  Charney, Michael (2007). 〈Demographic Growth, Agricultural Expansion and Livestock in the Lower Chindwin in the Eighteenth and Nineteenth Centuries〉.   Greg Bankoff, P. Boomgaard. 《A history of natural resources in Asia: the wealth of nature》. MacMillan. 236–40쪽. ISBN 978-1-4039-7736-6.
100. ↑  King, Winston L. (2001). 《In the hope of Nibbana: the ethics of Theravada Buddhism》 2. Pariyatti. 295쪽. ISBN 978-1-928706-08-3.
101. ↑  “Fervour that ended in a fatal fire”.
102. ↑  Katz, Paul R. (2008). 《Divine justice: religion and the development of Chinese legal culture》. Academia Sinica on East Asia. Taylor & Francis US. 56쪽. ISBN 978-0-415-44345-6.
103. ↑  Classic of Rites
104. ↑  “民間私營養牛業(附私營牧駝業)”. 2007년 8월 13일에 원본 문서에서 보존된 문서.
105. ↑  Huizuyanjiueywedu.com 보관됨 10 7월 2011 - 웨이백 머신
106. ↑  Hutton, Wendy (2007). 《Singapore food》. Marshall Cavendish. 144쪽. ISBN 978-981-261-321-9.
107. 1 2 3  Sterckx, Roel (2005). 《Of tripod and palate: food, politics and religion in traditional China – Chapter 11, The Beef Taboo and the Sacrificial Structure of Late Imperial Chinese Society, Vincent Goossaert》. Macmillan. 237–248쪽. ISBN 978-1-4039-6337-6.
108. ↑  Elverskog, Johan (2010). 《Buddhism and Islam on the Silk Road》. University of Pennsylvania Press. 240쪽. ISBN 978-0-8122-4237-9.
109. ↑  “慈雲閣——看靈牛遊地獄”. 2011년 6월 5일에 원본 문서에서 보존된 문서.
110. ↑  “Cow 'Begs' To Be Spared From Slaughter In Heartbreaking Video”. 《NDTV.com》.
111. ↑  Steven Crook, Katy Hui-wen Hung (2018년 5월 14일). “From Taboo to Treasure: Beef in Taiwan”. The News Lens. 2021년 2월 13일에 확인함.
112. 1 2  Cwiertka, Katarzyna Joanna (2006). 《Modern Japanese cuisine: food, power, and national identity》. Reaktion Books. ISBN 978-1-86189-298-0.
113. 1 2 3  Lien, Marianne E.; Brigitte Nerlich (2004). 《The politics of food》. Berg. 125–127쪽. ISBN 978-1-85973-853-5.
114. ↑  "Global Business Strategies: Text and Cases" by U.C. Mathur, p.219
115. ↑  “Wearing Shoes – Mourning Observances of Shiva and Sheloshim”. Chabad.org. 2009년 10월 20일에 확인함.

### 참고 문헌
- Achaya, K. T. (2002), 《A Historical Dictionary of Indian Food》, Oxford University Press, ISBN 0-19-565868-X
- Sethna, K. D. (1980), 《The Problem of Aryan Origins》 (1992에 출판됨), ISBN 81-85179-67-0
- Shaffer, Jim G. (1995), 〈Cultural tradition and Palaeoethnicity in South Asian Archaeology〉,   Erdosy, George, 《The Indo-Aryans of Ancient South Asia》, Walter de Gruyter, ISBN 3-11-014447-6
- Shaffer, Jim G. (1999), 〈Migration, Philology and South Asian Archaeology〉,   Bronkhorst, Johannes; Deshpande, Madhav, 《The Indo-Aryans of Ancient South Asia》, Harvard University, Department of Sanskrit and Indian Studies, ISBN 1-888789-04-2